# Samba
Samba, também conhecido como samba urbano carioca ou simplesmente samba carioca, é um gênero musical brasileiro que se originou entre as comunidades afro-brasileiras urbanas do Rio de Janeiro no início do século XX. Tendo suas raízes na expressão cultural da África Ocidental e nas tradições folclóricas brasileiras, especialmente aquelas ligadas ao samba rural primitivo dos períodos colonial e imperial, é considerado um dos mais importantes fenômenos culturais do Brasil e um dos símbolos do país. Presente na língua portuguesa ao menos desde o século XIX, a palavra “samba” era originariamente empregada para designar uma “dança popular” ou um “bailado popular”. Com o tempo, seu significado foi estendido a uma “dança de roda semelhante ao batuque” e também a um “gênero de canção popular”.
Esse processo de se firmar como gênero musical iniciou-se na década de 1910 e teve na obra “Pelo Telefone”, lançada pela Odeon em 1917, o seu grande marco inaugural. Apesar de identificado por seus criadores, pelo público e pela indústria fonográfica como “samba”, esse era muito mais ligado do ponto de vista rítmico e instrumental ao maxixe do que ao samba propriamente dito. A consolidação do samba carioca como se conhece atualmente se deu na década de 1920. Foi sobretudo no bairro do Estácio que o samba começou a se estruturar rítmica e musicalmente, com inovações importantes no ritmo, na melodia e nos temas abordados. O samba do Estácio, que se espalhou rapidamente impulsionado pelos ramais ferroviários para outros bairros cariocas como Oswaldo Cruz, trouxe uma mudança rítmica significativa baseada em um novo padrão instrumental percussivo, que resultou em um estilo mais batucado e sincopado, em contraste ao samba amaxixado dos primórdios. O andamento passou a ser mais acelerado, com notas mais longas e uma cadência acentuada, que se distanciava das simples palmas utilizadas anteriormente. O paradigma estaciano também inovou na formatação do samba como canção, estabelecendo uma estrutura organizada em primeira e segunda partes, tanto na melodia quanto na letra. Ao criarem um novo referencial musical reconfigurado, estruturado e delimitado, os sambistas do Estácio definiram o samba como gênero de maneira moderna e acabada.
Nesse processo de estabelecimento como expressão musical urbana e moderna, o samba carioca contou com o papel decisivo das escolas de samba, responsáveis por delimitar e legitimar definitivamente as bases estéticas do ritmo, e do rádio, que contribuiu sobremaneira na difusão e popularização do gênero e de seus intérpretes de canção. Destarte, o samba alcançou grande projeção em todo o Brasil e se tornou um dos principais símbolos da identidade nacional brasileira. Antes criminalizado e visto com preconceito por suas origens afro-brasileiras, o gênero de canção também conquistou respaldo entre integrantes das classes mais favorecidas e da elite cultural do país. Ao mesmo tempo que se firmou como gênese do samba carioca, o paradigma do samba do Estácio abriu caminho para a sua fragmentação, ao longo do século XX, em novos subgêneros e estilos de composição e interpretação. Principalmente a partir da chamada “época de ouro” da música brasileira, o samba recebeu fartas categorizações, algumas das quais denotando sólidas e bem aceitas vertentes derivadas – como a bossa nova, o pagode, o partido alto, o samba de breque, o samba-canção, o samba de enredo e o samba de terreiro – enquanto outras nomenclaturas foram um tanto mais imprecisas – como samba à moda agrião, samba do barulho, samba epistolar ou samba fonético – e algumas ainda meramente depreciativas – como sambalada, sambolero ou sambão joia.
O samba urbano carioca tem ritmo basicamente 2/4 e andamento variado com aproveitamento consciente das possibilidades dos refrãos cantados ao som de palmas e ritmo batucado, em que foram acrescidos uma ou mais partes de versos declamatórios. Sua instrumentação tradicional é composta por instrumentos de percussão como o pandeiro, a cuíca, o tamborim, o ganzá e o surdo e de acompanhamento – cuja inspiração é o choro – como o violão e o cavaquinho. Em 2007, o Iphan declarou o samba carioca e três de suas matrizes – o samba de terreiro, o samba de partido-alto e o samba de enredo – como patrimônio cultural do Brasil.

## Etimologia e definição

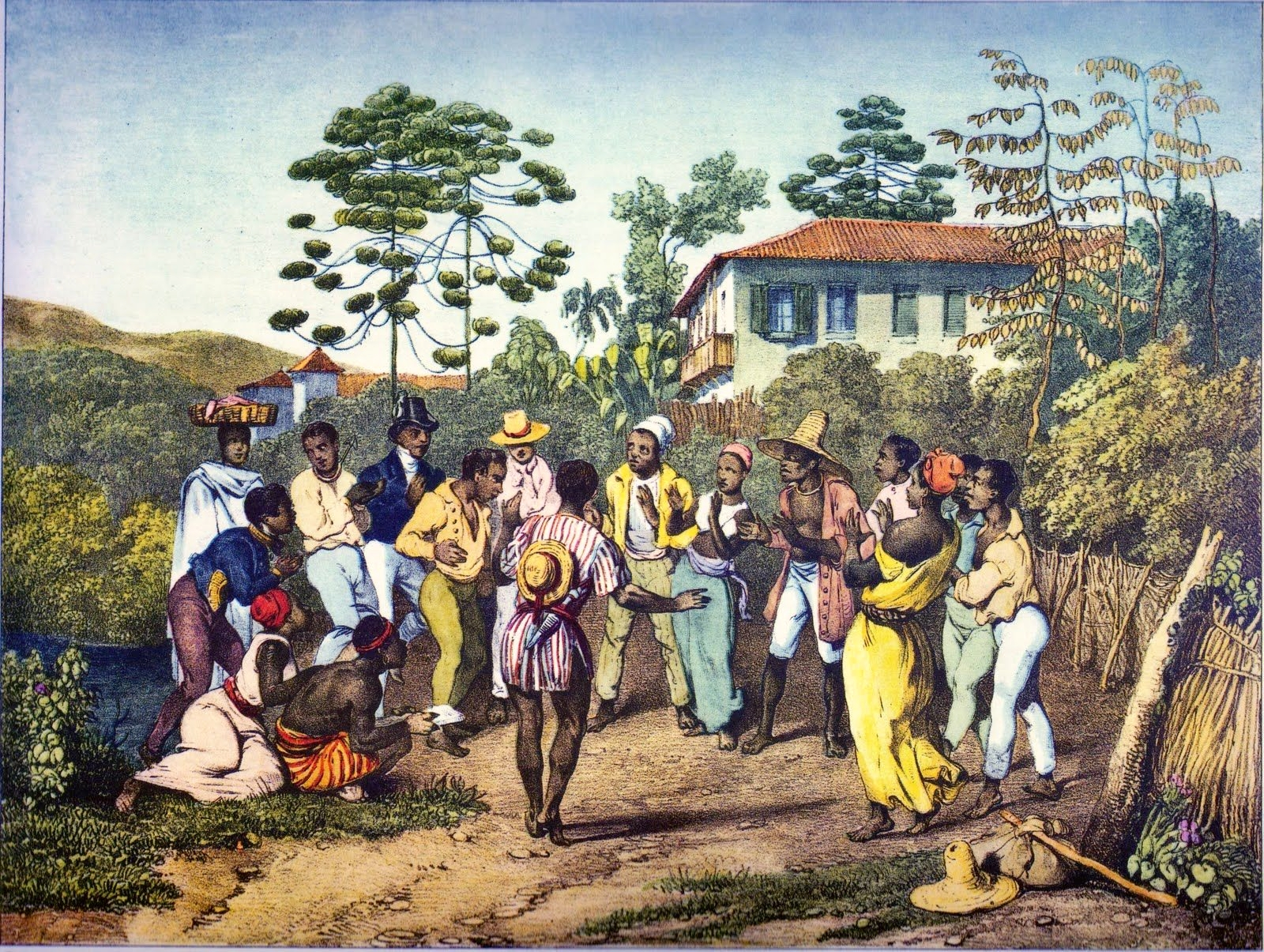
“Batuque”, litografia de 1835 do alemão Johann Moritz Rugendas.

Não existe consenso entre estudiosos sobre a etimologia do termo “samba”. Uma corrente tradicionalista defende que o étimo seja oriundo das línguas bantas. Segundo Nei Lopes e Luiz Antônio Simas, precisamente dos verbos semba (em quimbundo, “rejeitar, separar” ou “agradar, encantar, galantear”), sàmba (em quicongo, um tipo de dança em que “um dançarino bate contra o peito de outro”) e samba (em chócue, “brincar, cabriolar”). Já na América espanhola do passado, os termos samba e semba designavam na região do rio da Prata o candombe, uma dança popular com atabaques, enquanto zamba, na Bolívia, era uma antiga dança das festas de coroação dos reis negros.
Acredita-se que o primeiro uso da palavra “samba” na imprensa brasileira tenha sido no Diário de Pernambuco em 1830. O termo foi documentado na publicação em uma nota contrária ao envio de soldados para o interior pernambucano como medida disciplinar, pois lá poderiam ficar ociosos e se entreter com “pescarias de currais [armadilhas de apanhar peixe], e trepações de coqueiros, em cujos passatempos será recebida com agrado a viola, e o samba”. Outra aparição antiga foi registrada no jornal humorístico recifense O Carapuceiro de 1838. Já no Rio de Janeiro, a palavra só passou a ser conhecida ao final do século XIX, quando era ligada aos festejos rurais, ao universo do negro e ao "norte" do país, ou seja, o Nordeste brasileiro.
Por muitos anos da história colonial e imperial do Brasil, os termos “batuque” ou “samba” foram empregados à qualquer manifestação de origem africana que reunisse danças (principalmente a umbigada), cantos e usos de instrumentos dos negros. Ao final do século XIX, “samba” estava presente na língua portuguesa, designando um “bailado popular” ou diferentes tipos de danças populares (xiba, fandango, catereté, candomblé, baiano) que assumiam características próprias em cada parte do país, não só pela diversidade das etnias da diáspora africana, como pela peculiaridade de cada região em que foram assentadas. No século XX, o termo foi ganhando novas acepções, como para uma “dança de roda semelhante ao batuque” e um “gênero de canção popular”.
O primeiro uso da palavra em contexto musical teria sido para “Em casa de baiana”, de 1913, registrada como “samba de partido-alto”. Depois, no ano seguinte, para as obras “A viola está magoada” e “Moleque vagabundo”. E, em 1916, para o célebre “Pelo telefone”, lançado como “samba carnavalesco” e tido como marco fundador do samba urbano carioca.

## Raízes

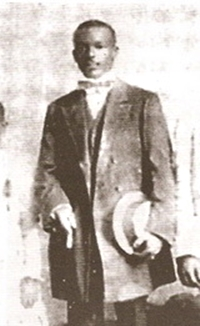
Hilário Jovino fundou o primeiro rancho do carnaval carioca.

### Tradição rural
Durante a Missão de Pesquisas Folclóricas no Nordeste de 1938, o escritor Mário de Andrade notou que, em meio rural, o termo “samba” associava-se ao evento onde a dança se realizava, à forma de se dançar o samba e à música executada para a dança. O samba urbano carioca foi influenciado por diversas tradições associadas ao universo de comunidades rurais pelo Brasil. A folclorista Oneida Alvarenga foi a primeira estudiosa a listar danças populares primitivas do tipo: o coco, o tambor de crioula, o lundu, a chula ou o fandango, o baiano, o cateretê, o quimbere, o mbeque, o caxambu e a xiba. A essa lista, Jorge Sabino e Raul Lody acrescentaram: o samba de coco e a sambada (chamados também de coco de roda), o samba de matuto, o samba de caboclo e o jongo. Seja o jongo sudestino, a embolada nordestina, o tambor de crioula maranhense, as chulas do Recôncavo Baiano, todos esses ritmos parecem ter origem nos ritmos e danças dos escravos, rotulado genericamente pelos colonizadores de batuques.
Uma das formas de dança mais importantes na constituição da coreografia do samba urbano carioca, o samba de roda praticado no Recôncavo baiano era tipicamente dançado ao ar livre por dançante solista, enquanto outros participantes da roda se encarregavam do canto – alternados em partes solo e coro – e da execução dos instrumentos da dança. Os três passos básicos do samba de roda baiano eram o corta-a-jaca, o separa-o-visgo e o apanha-o-bago, além também do miudinho dançado exclusivamente por mulheres. Em suas pesquisas sobre o samba baiano, Roberto Mendes e Waldomiro Junior examinaram que alguns elementos de outras culturas, como o pandeiro árabe e a viola portuguesa, foram aos poucos incorporados ao canto e ao ritmo dos batuques africanos, cujas variantes mais conhecidas eram o samba corrido e o samba chulado.
No estado de São Paulo, desenvolveu-se outra modalidade primitiva de samba rural conhecida, praticada basicamente em cidades ao longo do rio Tietê – a partir da capital paulista, até o seu curso médio – e tradicionalmente dividida entre samba de bumbo – com apenas instrumentos de percussão, tendo como regente o bumbo – e o batuque de umbigada – com o tambu, o quinjengue e o guaiá.
Constituído essencialmente por duas partes (coro e solo) geralmente feitas de improviso, o partido-alto era – e ainda é – a variante cantada mais tradicional do samba rural fluminense. Originário da região metropolitana do Rio de Janeiro, é a junção, de acordo com Lopes e Simas, do samba de roda baiano com a cantoria do calango, assim como uma espécie de transição entre o samba rural e o que seria desenvolvido no ambiente urbano carioca a partir do século XX.

### Raízes do carnaval carioca
Durante o Brasil colonial, as festas públicas católicas costumavam atrair todos os segmentos sociais, inclusive negros e escravos, que aproveitavam as celebrações para fazer suas próprias manifestações, como os folguedos de coroação dos reis congos e os cucumbis (folguedo banto) no Rio de Janeiro. Aos poucos, essas celebrações exclusivas do povo negro foram sendo desvinculadas das cerimônias do catolicismo e mudadas para o período do carnaval.
A partir dos cucumbis, surgiram os cordões cariocas, que apresentavam elementos de brasilidade – como negros fantasiados de indígenas. No final do século XIX, por iniciativa de Hilário Jovino, nasceram os ranchos de reis (posteriormente conhecidos como ranchos carnavalescos). Dentre os ranchos percursores mais importantes do carnaval carioca no período, estava o Rei de Ouro. Fundado por Jovino, teria introduzido a instrumentação costumeira dos ranchos (violão, flauta, cavaquinho e castanholas) com a sonoridade percussiva mais próxima dos instrumentos africanos (como o pandeiro, tantã e ganzá) e a inclusão da porta estandarte e do baliza, percussores do casal de mestre-sala e porta-bandeira, ambos já tradicionais nos reisados baianos. Outro rancho importante do carnaval na capital federal foi o Ameno Resedá. Criado em 1907, o autointitulado “rancho-escola” tornou-se um modelo para apresentações carnavalescas em cortejo e para as futuras escolas de samba nascidas nos morros e subúrbios do Rio, a partir da inovação de eleger anualmente um novo enredo, a partir do qual eram elaborados os figurinos e organizadas as diversas alas, com o objetivo de se estabelecer uma narrativa.

## O samba urbano carioca

### O nascimento em terreiro baiano

Donga registrou “Pelo telefone”, tido como o marco fundador do samba.

Epicentro político e sociocultural do Brasil, de base escravista, o Rio de Janeiro sofreu forte influência da cultura africana. Em meados do século XIX, mais da metade da população da cidade – então capital do Império brasileiro – era formada por negros escravos. No início da década de 1890, o Rio contava com mais de meio milhão de habitantes, dos quais apenas a metade era natural da cidade, enquanto a outra parte era oriunda das antigas províncias imperiais brasileiras, principalmente da Bahia. Em busca de melhores condições de vida, esse afluxo de negros baianos para terras cariocas aumentou consideravelmente após a abolição da escravidão no Brasil.
Chamada por Heitor dos Prazeres de “Pequena África”, essa comunidade da diáspora baiana na capital do país instalou-se nas imediações da zona portuária carioca e, após as reformas urbanas do prefeito Pereira Passos, nos bairros da Saúde e Cidade Nova. Por ação dos negros baianos radicados no Rio, foram introduzidos novos hábitos, costumes e valores de matrizes afro-baianas que influenciaram a cultura carioca, especialmente em eventos populares como a tradicional Festa da Penha e o Carnaval. Mulheres negras egressas de Salvador e do Recôncavo baiano, as tias baianas fundaram os primeiros terreiros de candomblé, introduziram o jogo de búzios e difundiram os mistérios das religiões de matrizes africanas da tradição jeje-nagô na cidade. Além do candomblé, as residências ou os terreiros das tias baianas sediavam diversas atividades comunitárias, como a culinária e os pagodes, onde se desenvolveria o samba urbano carioca.
Dentre as tias baianas mais conhecidas do Rio, estavam as tias Sadata, Bibiana, Fê, Rosa Olé, Amélia do Aragão, Veridiana, Mônica, Perciliana de Santo Amaro e Ciata. Local de encontros em torno da religião, da culinária, da dança e da música, a casa de Tia Ciata era frequentada tanto por sambistas e pais de santo quanto por intelectuais e políticos influentes da sociedade carioca. Entre alguns de seus frequentadores, estavam Sinhô, Pixinguinha, Heitor dos Prazeres, João da Baiana, Donga e Caninha, bem como alguns jornalistas e intelectuais, como João do Rio, Manuel Bandeira, Mário de Andrade e Francisco Guimarães (conhecido popularmente como Vagalume).
Foi nesse ambiente que Vagalume, então cronista do Jornal do Brasil, presenciou em outubro de 1916 o nascimento de “O Macaco É Outro”. De acordo com o jornalista, o samba ganhou de imediato a adesão dos populares que saíram entoando a música em animado bloco. Donga documentou a obra em partitura e, em 27 de novembro daquele ano, declarou a autoria na Biblioteca Nacional, onde foi registrada como “samba carnavalesco” de nome “Pelo telefone”. Pouco depois, a partitura foi utilizada em três gravações na Casa Edison. Uma delas interpretada pelo cantor Baiano e contando com acompanhamento de violão, cavaquinho e clarineta. Lançada em formato 78 rpm pela Odeon em 19 de janeiro de 1917, o samba “Pelo telefone” tornou-se o grande sucesso no carnaval carioca daquele ano. Foram também lançadas duas versões instrumentais – gravadas pela Banda Odeon e pela Banda do 1º Batalhão da Polícia da Bahia – respectivamente em 1917 e 1918.
O êxito de “Pelo telefone” marcou o início oficial do samba como gênero de canção. Essa primazia tem sido, contudo, questionada por alguns estudiosos, sob o argumento de que a obra teria sido apenas o primeiro samba sob essa categorização a fazer sucesso. Antes, foram gravados “Em casa da baiana”, de Alfredo Carlos Bricio, declarado à Biblioteca Nacional como “samba de partido-alto” em 1913, “A viola está magoada”, de Catulo da Paixão Cearense, lançado como “samba” por Baiano e Júlia no ano seguinte, e “Moleque vagabundo”, “samba” de Lourival de Carvalho, também em 1914.
Outro debate relacionado à “Pelo telefone” diz respeito à autoria exclusiva de Donga, que foi logo contestada por alguns de seus contemporâneos que o acusaram de ter se apropriado de uma criação coletiva, anônima, registrando-a como apenas dele. A parte central da canção teria sido concebida nos tradicionais improvisos em encontros na casa da Tia Ciata. Sinhô reclamou a autoria do refrão “ai, se a rolinha, sinhô, sinhô” e criou outra letra em resposta a Donga. No entanto, o próprio Sinhô, que se consolidaria na década de 1920 como primeiro grande nome do samba, foi acusado de se apropriar de canções ou versos alheios – ao que ele se justificava com a célebre máxima de que samba era “como passarinho” no ar, é ”de quem pegar primeiro”. Essa defesa insere-se em uma época a qual figura do compositor popular não era a do indivíduo que compunha ou organizava sons, mas aquele que registrava e divulgava as canções. Na era das gravações mecânicas, as composições musicais – sob pretexto de garantir que não houvesse plágio – não pertenciam aos compositores, mas aos editores e, posteriormente, às gravadoras, uma realidade modificada apenas com o advento das gravações elétricas, quando o direito à propriedade intelectual da obra passou a ser individual e inalienável ao compositor.
Em todo o caso, foi a partir de "Pelo Telefone” que o samba ganhou notoriedade como produto no mercado musical brasileiro. Gradualmente, o nascente samba urbano foi obtendo popularidade no Rio de Janeiro, especialmente na Festa da Penha e no Carnaval. Celebrada no mês de outubro, a Festa da Penha tornou-se o grande evento para os compositores da Cidade Nova que queriam divulgar suas composições na expectativa de que fossem lançadas no carnaval seguinte. Outro divulgador nesse período foi o teatro de revista, local que consagrou Aracy Cortes como uma das primeiras cantoras de sucesso do novo gênero de canção popular.
A solidificação do sistema de gravação elétrico possibilitou que a indústria fonográfica lançasse novos sambas por cantores com vozes menos potente, como Carmen Miranda e Mário Reis, intérpretes que se tornaram referências ao criar um novo jeito de interpretar o samba mais natural e espontâneo, sem tantos ornamentos, em oposição à tradição do belcanto operístico. Essas gravações seguiam um padrão estético marcado por semelhanças estruturais ao lundu e, principalmente, ao maxixe. Por conta disso, esse tipo de samba é considerado por estudiosos como “samba-maxixe” ou “samba amaxixado”. Ainda que o samba praticado nas festividades das comunidades baianas no Rio fosse uma estilização urbana do ancestral “samba de roda” da Bahia, caracterizada por um samba de partido alto com estribilhos cantados ao ritmo marcado das palmas e dos pratos raspados com facas, esse samba era também influenciado pelo maxixe. Foi na década seguinte que nasceria, a partir dos morros cariocas, um novo modelo de samba bastante distinto desse estilo amaxixado associado às comunidades da Cidade Nova.

### Samba do Estácio, a gênese do samba urbano

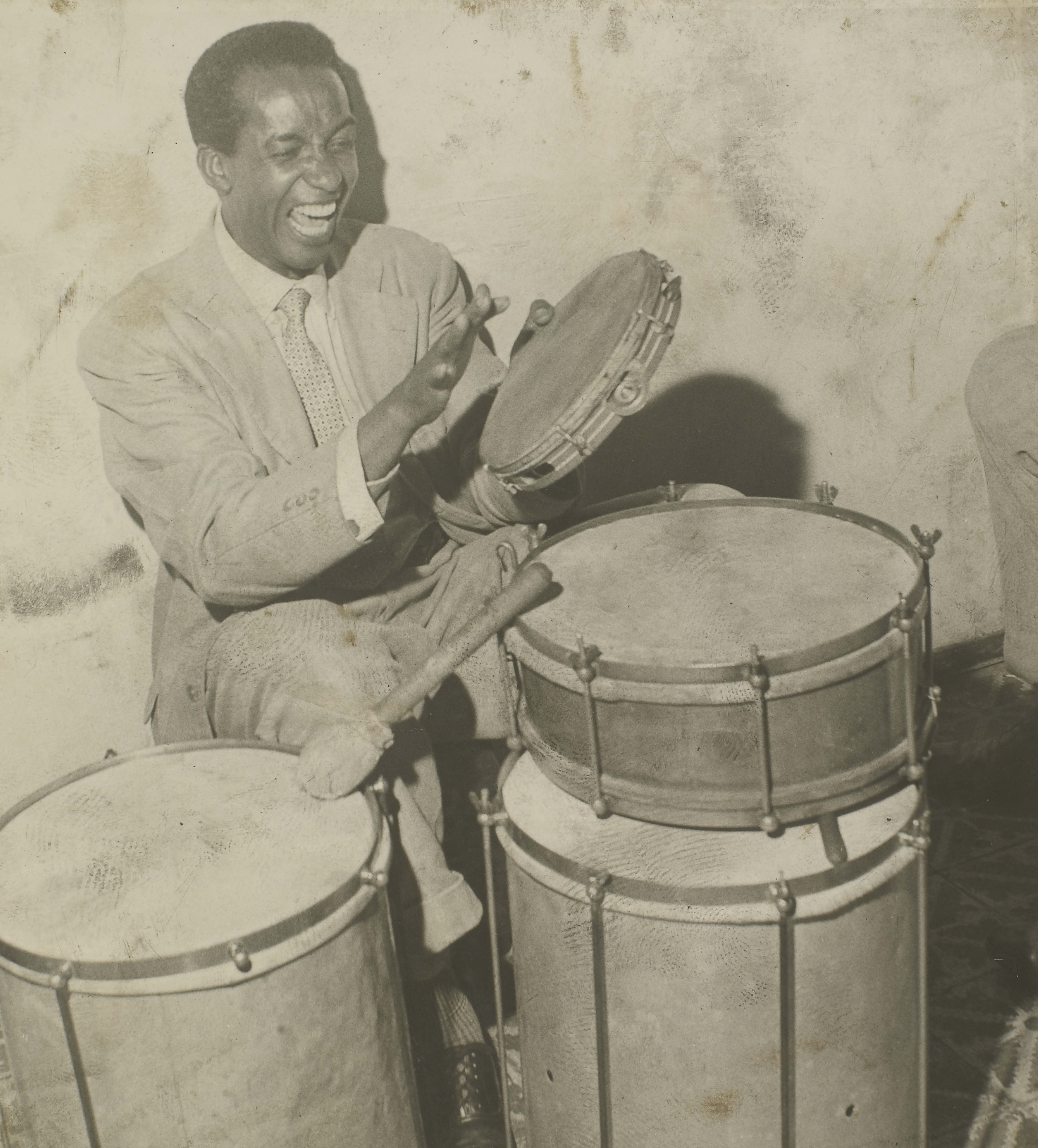
O sambista Ismael Silva, um dos grandes compositores do samba do Estácio que nascia nos anos 1920.

O sambista Heitor dos Prazeres participou da fundação das primeiras escolas de samba brasileiras.

Entre o final do século XIX e o início do século XX, no contexto da Primeira República, as camadas pobres do Rio de Janeiro enfrentavam sérias questões econômicas relacionadas a sua sobrevivência na capital federal, tais como a imposição de novos tributos decorrentes dos fornecimento de serviços públicos (como iluminação elétrica, água e esgoto, calçamentos modernos), uma nova legislação que impunha normas e restrições arquitetônicas para construções urbanas, e a proibição do exercício de determinadas profissões ou práticas econômicas ligadas à subsistência principalmente dos mais pobres. A situação dessa população agravou-se ainda mais com as reformas urbanas no centro carioca, cujo alargamento ou abertura de vias demandou a destruição de diversos cortiços e moradias populares na região.
Por conseguinte, esses moradores desabrigados foram ocupando provisoriamente encostas nas proximidades dessas antigas construções demolidas, como o Morro da Providência (principalmente ocupado por ex-moradores do cortiço Cabeça de Porco e ex-soldados da Guerra de Canudos) e o Morro de Santo Antonio (especialmente pelos ex-combatentes da Revolta da Armada). Em pouco tempo, esse tipo de habitação provisória fixou-se de modo permanente na paisagem urbana do Rio, originando as primeiras favelas da cidade. A partir do aumento das populações expulsas dos cortiços e da chegada de novos migrantes pobres à capital da República, as favelas cresceram aceleradamente e se alastraram por morros e zonas suburbanas cariocas.
Foi nesse cenário que nasceria durante a segunda metade da década de 1920 um novo tipo de samba, chamado de “samba do Estácio”, que se constituiria na gênese do samba urbano carioca ao criar um novo padrão tão revolucionário que suas inovações perduram até os dias atuais. Localizado próximo à Praça Onze e abrigando o Morro do São Carlos, o bairro do Estácio era um centro de convergência do transporte público, principalmente de bondes que serviam à zona norte. Sua proximidade aos nascentes morros bem como sua primazia na formação desse novo samba acabaram por vincular sua produção musical, a partir das linhas de trem urbanas, às favelas e aos subúrbios cariocas, como o Morro da Mangueira e o bairro suburbano de Osvaldo Cruz.
O samba do Estácio distinguia-se do samba da Cidade Nova tanto em aspectos temáticos, como também à melodia e ao ritmo. Feito para os desfiles dos blocos carnavalescos do bairro, o samba estaciano inovava com um andamento mais rápido, notas mais longas e uma cadência para além das palmas tradicionais. Outra mudança estrutural decorrente desse samba foi a valorização da “segunda parte” das composições: em lugar de usar a típica improvisação das rodas de samba de partido-alto ou dos desfiles carnavalescos, houve a consolidação de sequências preestabelecidas, que teriam um tema – por exemplo, problemas cotidianos – e a possibilidade de se encaixar tudo dentro dos padrões de gravações fonográficos de 78 rpm da época – algo em torno de três minutos nos discos de 10 polegadas. Em comparação às obras da primeira geração de Donga, Sinhô e companhia, os sambas produzidos pela turma do Estácio também se destacavam por uma maior contrametricidade, que pode ser evidenciada em um depoimento de Ismael Silva acerca das inovações introduzidas por ele e seus companheiros no novo samba urbano carioca:
| “ | É que quando comecei, o samba da época não dava para os grupos carnavalescos andarem na rua conforme a gente vê hoje em dia. O estilo não dava para andar. Eu comecei a notar que havia essa coisa. O samba era assim: tan tantan tan tantan. Não dava. Como é que um bloco ia sair na rua assim? Aí, a gente começou a fazer um samba assim: bum bum paticumbum pugurumdum. | ” |
|   | — Ismael Silva. |   |

A onomatopeia intuitiva construída por Ismael Silva tentava explicar a mudança rítmica operada pelos sambistas do Estácio com o bum bum paticumbum pugurumdum do surdo na marcação da cadência do samba, fazendo desse um ritmo mais sincopado. Tratava-se, portanto, de uma ruptura com o samba tan tantan tan tantan irradiado das tias baianas.
Assim, ao final da década de 1920, o moderno samba carioca possuía dois modelos distintos: o samba urbano primitivo da Cidade Nova e o novo samba sincopado da turma do Estácio. Contudo, enquanto a comunidade baiana gozava de certa legitimidade social, incluindo a proteção de personalidades importantes da sociedade carioca que apoiavam e frequentavam as rodas musicais da Pequena África, os novos sambistas estacianos sofriam discriminação sociocultural, inclusive mediante repressão policial. Bairro popular e com grande contingente de negros e mulatos, o Estácio era um dos grandes redutos de sambistas pobres situados entre a marginalidade e a integração social, que acabaram estigmatizados pelas classes altas cariocas como malandros “perigosos”. Por conta dessa pecha, o samba estaciano sofreu grande preconceito social em sua origem.
Para evitar perseguição policial e conquistar legitimidade social, os sambistas do Estácio decidiram vincular suas batucadas ao samba do carnaval e se organizaram naquilo que batizaram como escolas de samba.
| “ | Acabando o carnaval, o samba continuava porque fazíamos samba o ano inteiro. No Café Apolo, no café do Compadre, em frente, nas peixadas que fazíamos nas casas de amigos, nas feijoadas de fundo de quintal ou nas madrugadas, nas esquinas e nos bares. Aí a polícia vinha e incomodava. Mas não incomodava o pessoal do Amor (rancho carnavalesco), que tinha sede e tirava licença. E a gente com uma inveja danada. Em 1927, outubro mais ou menos, resolvemos organizar um bloco, mesmo sem licença, que pudesse pela organização nos permitir sair no carnaval e fazer samba o ano todo. A organização e o respeito, sem brigas ou arruaças, eram importantes. Chamava-se “Deixa Falar” como despique às comadres da classe média do bairro, que viviam chamando a gente de vagabundo. Malandros nós éramos, no bom sentido, mas vagabundos não. | ” |
|   | — Bide. |   |

De acordo com Ismael Silva – também fundador da Deixa Falar e o criador da expressão “escola de samba” –, o termo era inspirado na Escola Normal que outrora havia no Estácio, e portanto as escolas de samba formariam “professores do samba”. Embora a primazia de primeira escola de samba do país seja contestada pelos núcleos formadores de Portela e Mangueira, a Deixa Falar foi pioneira na difusão do termo em sua busca por estabelecer uma organização diferente dos blocos carnavalescos daquele tempo e também a primeira agremiação carnavalesca a utilizar o conjunto futuramente conhecido como bateria, unidade composta por instrumentos de percussão como surdos, tamborins e cuícas, que – ao se juntarem aos já utilizados pandeiros e chocalhos – deram uma característica mais “marchada” ao samba dos desfiles.
Em 1929, o sambista e babalaô Zé Espinguela organizou o primeiro concurso entre as primeiras escolas de samba cariocas: a Deixa Falar, a Mangueira e a Oswaldo Cruz (futura Portela). A disputa não envolveu cortejo, mas sim uma competição para escolher o melhor samba entre esses conjuntos carnavalescos – cujo vencedor o samba “A Tristeza Me Persegue”, de Heitor dos Prazeres, um dos representantes da Oswaldo Cruz. A Deixa Falar foi desclassificada pelo uso de uma flauta e de uma gravata de Benedito Lacerda, então representante do conjunto do Estácio. Esse veto a instrumentos de sopro tornou-se regra dali adiante – inclusive para o primeiro desfile entre elas, organizado em 1932 pelo jornalista Mario Filho e patrocinado pelo diário Mundo Sportivo –, pois diferenciava as escolas dos ranchos carnavalescos com a valorização das batucadas, que marcariam definitivamente as bases estéticas do samba a partir de então.
O samba batucado e sincopado do Estácio representou um rompimento estético com o samba amaxixado da Cidade Nova. Por sua vez, a primeira geração do samba não aceitava as inovações criadas pelos sambistas do morro, visto como uma deturpação do gênero ou mesmo designado como “marcha”. Para músicos como Donga e Sinhô, samba era sinônimo de maxixe – espécie de último estágio abrasileirado da polca europeia. Já para os sambistas dos morros cariocas, samba era o último estágio abrasileirado do batuque angolano que propunham ensinar à sociedade brasileira mediante as escolas de samba. Esse conflito de gerações, no entanto, não perdurou por muito tempo, e o samba do Estácio firmou-se como o ritmo por excelência do samba urbano carioca no decorrer da década de 1930.
Entre 1931 e 1940 o samba foi o gênero de canção popular mais gravado no Brasil, com quase 1/3 do repertório total – 2.176 sambas em um universo de 6 706 composições. Sambas e marchas compuseram juntos os percentuais pouco mais da metade do repertório gravado nesse período. Graças a nova tecnologia de gravação elétrica, foi possível captar os instrumentos percussivos presentes nas escolas de samba. O samba “Na Pavuna” (de Almirante), interpretado pelo Bando de Tangarás, foi o primeiro gravado em estúdio com a percussão que caracterizaria o gênero a partir dali: tamborim, surdo, pandeiro, ganzá, cuíca, entre outros. Embora contado com a presença desses instrumentos percussivos, as gravações de samba em estúdio eram marcadas pela predominância de arranjos musicais de tom orquestrado com instrumentos de metais e corda. Esse padrão orquestral foi imprimido sobretudo por arranjadores europeus, entre os quais Simon Bountman, Romeu Ghipsmanm, Isaac Kolman e Arnold Gluckman, maestros cuja formação erudita acabou por conferir uma sonoridade sinfônica europeia no ritmo contramétrico e de batuques do samba estaciano.
Outra razão do sucesso do samba estaciano no mercado fonográfico foi a introdução da “segunda parte”, que estimulou o estabelecimento entre parcerias entre os compositores. Por exemplo, um compositor criava o refrão de um samba e outro compositor concebia a segunda parte, como ocorreu na parceira entre Ismael Silva e Noel Rosa em “Para Me Livrar do Mal”, resultado da primeira parte do sambista estaciano e da segunda parte do sambista da Vila Isabel. Com a crescente demanda por novos sambas pelos intérpretes, também se tornou comum a prática de compra e venda de composições.
Essa transação normalmente se dava por duas maneiras distintas: o autor negociava a venda apenas da gravação do samba – isto é, o sambista mantinha-se como autor da composição, mas não receberia nenhuma parte dos ganhos obtidos com as vendas dos discos, que ficavam divididos entre o comprador e a gravadora –  ou da composição inteira – ou seja, o sambista perdia integralmente os direitos sobre o seu samba, inclusive de autoria. Em alguns casos, o sambista vendia a parceria ao comprador e também recebia uma parte dos lucros com as vendagens dos discos. Vender um samba significava ao sambista uma chance de ver sua produção divulgada – especialmente quando ele ainda não gozava do mesmo prestígio adquirido pelos sambistas da primeira geração – e também um modo de suprir suas próprias dificuldades financeiras. Para o comprador, era a possibilidade de renovar seu repertório, gravar mais discos e faturar sobre as vendagens, e consolidar ainda mais sua carreira artística. Artistas com bom trânsito com as gravadoras, os populares intérpretes Francisco Alves e Mário Reis foram adeptos dessa prática, tendo adquirindo sambas de compositores como Cartola e Ismael Silva.

### Era do rádio e popularização do samba

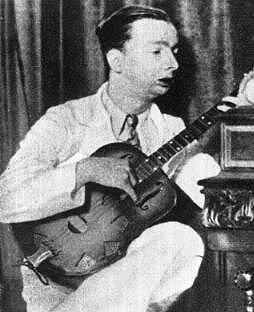
O sambista Noel Rosa foi o primeiro grande nome do samba a aproximar o gênero da classe média.

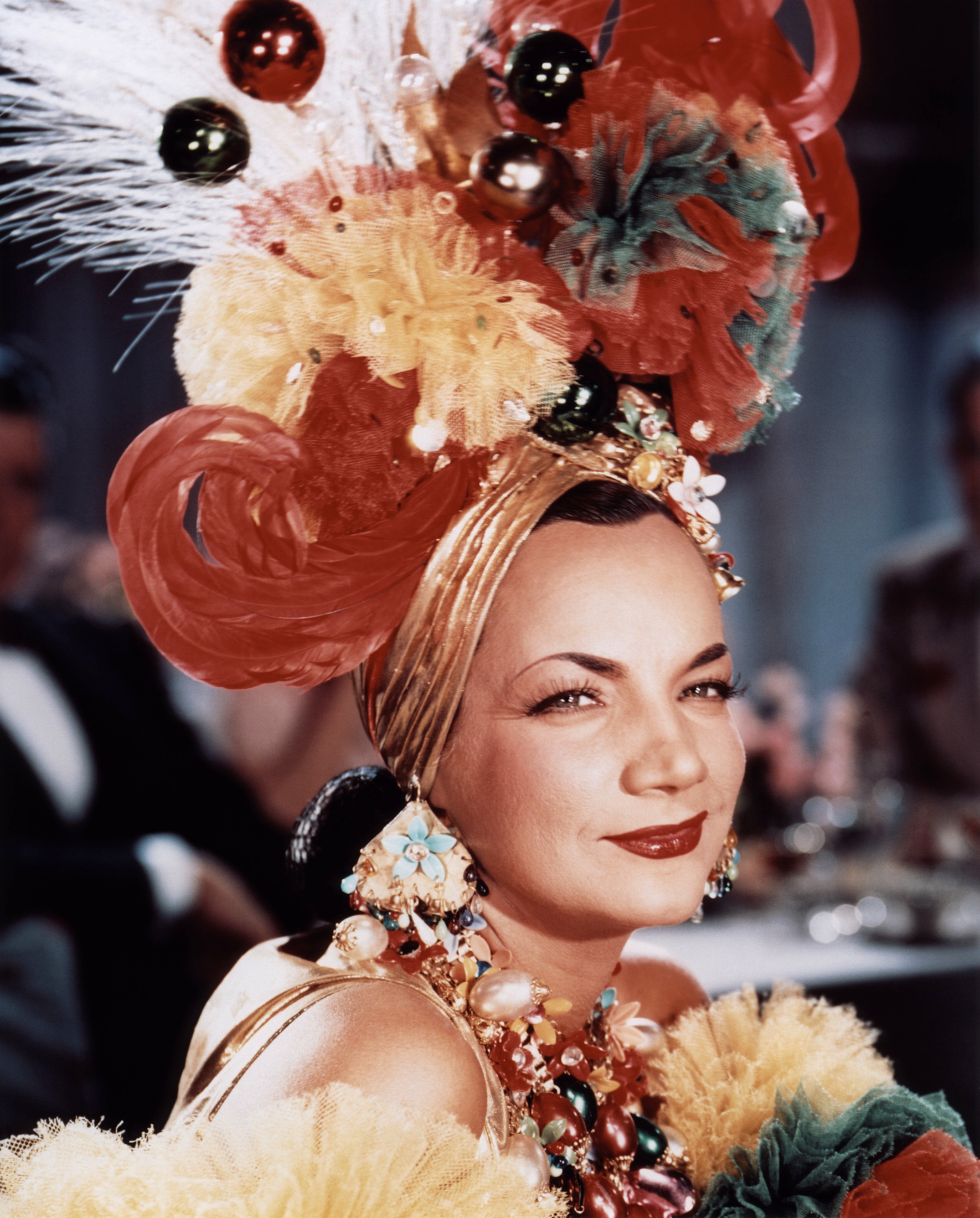
Carmen Miranda foi a primeira intérprete do samba a divulgar o gênero em âmbito internacional.

A década de 1930 marcou a ascensão do samba do Estácio como gênero musical urbano em detrimento do samba de estilo maxixe. Se as escolas de samba foram cruciais para delimitar, divulgar e legitimar o novo samba estaciano como a autêntica expressão do samba urbano carioca, o rádio cumpriu também um papel decisivo em popularizá-lo em âmbito nacional.
Embora a radiodifusão no Brasil tenha sido inaugurada oficialmente em 1922, o rádio era um veículo ainda incipiente e de natureza técnica, experimental e restrita Na década de 1920, o Rio de Janeiro abrigava apenas duas estações de pequeno alcance cuja programação limitava-se basicamente a difundir conteúdo educativo ou música erudita. Esse panorama mudou radicalmente na década de 1930, com a ascensão política de Getúlio Vargas, que identificou o meio de comunicação como uma ferramenta de interesse público para fins econômicos, educacionais, culturais ou políticos, bem como para a integração nacional do país.
Um decreto varguista de 1932 regulamentando a publicidade no rádio foi crucial para a transformação comercial, profissional e popular da radiodifusão brasileira. Com a autorização de que anúncios pudessem ocupar 20% (e depois 25%) da programação, o rádio tornou-se mais atrativo e seguro para os anunciantes e – somada ao aumento nas vendas de aparelhos receptores no período – transformou o veículo de sua função outrora educativa para uma potência do entretenimento. Com o aporte de recursos financeiros oriundos da propaganda, as emissoras passaram a investir na programação musical, transformando o rádio no grande divulgador da música popular do país – seja ela gravada em disco ou apresentada ao vivo diretamente dos auditórios e estúdios das emissoras. Tendo o samba como grande atrativo, o rádio cedeu espaço para o gênero com os “sambas de carnaval”, divulgados para os festejos carnavalescos, e os “sambas de meio de ano”, lançados ao longo do ano.
Essa expansão do rádio como meio de entretenimento de massa possibilitou a formação de um campo profissional tanto para técnicos profissionais vinculados a atividades sonoras, quanto para intérpretes, arranjadores e compositores. Dessa cenário, destacaram-se os radialistas Ademar Casé (no Rio) e César Ladeira (em São Paulo), como pioneiros no estabelecimento de contratos de exclusividade com cantores para apresentação nos programas ao vivo. Isto é, em vez de receber apenas um cachê por apresentação, foi fixada a remuneração mensal, modelo que desencadeou uma disputa acirrada entre as estações de rádio, inclusive de diferentes estados, para formar seus casts profissionais e exclusivos com as estrelas populares da música popular e orquestras filarmônicas.
Grandes intérpretes do samba, como Carmen Miranda, passaram a assinar contratos vantajosos para atuarem de maneira exclusiva com determinada emissora de rádio. A instituição de grandes programas de auditório criou a necessidade de se montar grandes orquestras de rádio, dirigidas por maestros arranjadores, que davam uma roupagem mais sofisticada à musical popular brasileira. Uma das mais notórias formações orquestrais do rádio foi a Orquestra Brasileira – sob comando do maestro Radamés Gnatalli e com um time de músicos como os sambistas João da Baiana, Bide e Heitor dos Prazeres na percussão –, que combinou padrões da canção internacional da época com instrumentos populares na música brasileira, como o cavaquinho e o violão. A Orquestra Brasileira notabilizou-se com o sucesso do programa Um milhão de melodias, da Rádio Nacional carioca, um dos mais populares da história do rádio brasileiro.
Nesta fase de ouro da radiodifusão do Brasil despontou uma nova geração de compositores oriundos da classe média, como Almirante, Ary Barroso, Ataulfo Alves, Braguinha, Lamartine Babo e Noel Rosa, que construíram carreiras bem sucedidas nesse meio de comunicação. Crescido no bairro de classe média Vila Isabel, Noel Rosa foi fundamental para a desestigmatização do samba do Estácio. Embora tenha iniciado sua trajetória musical compondo emboladas nordestinas e estilos rurais afins, o compositor mudou seu estilo ao ter contato como o samba feito e cantado pelos bambas do Estácio e por outros sambistas nos morros cariocas. Desse encontro, resultaram amizades e parcerias entre Noel e nomes como Ismael Silva, Cartola, Canuto e Antenor Gargalhada. No campo da interpretação do samba, além de Noel, eclodiu uma nova safra de intérpretes, como Jonjoca, Castro Barbosa, Luís Barbosa, Cyro Monteiro, Dilermando Pinheiro, Aracy de Almeida, Marília Batista. Outro destaque foi a cantora Carmen Miranda, a grande estrela da música popular brasileira no período e a primeira artista a divulgar o samba em âmbito internacional. Consagrada no Brasil, Carmen deu continuidade a sua bem-sucedida carreira artística nos Estados Unidos, onde atuou em musicais em Nova Iorque e, mais adiante, no cinema de Hollywood. Sua popularidade foi tamanha que a cantora chegou a se apresentar na Casa Branca para o presidente Franklin D. Roosevelt.
A consolidação do samba como carro-chefe da programação musical do rádio carioca foi marcada pela associação do gênero musical com a imagem dos artistas brancos, que mesmo quando proletarizados, eram mais palatáveis ao gosto médio do público, enquanto que o sambista negro pobre permaneceu normalmente à margem desse processo como mero fornecedor das composições para os grandes intérpretes brancos ou ainda como instrumentistas acompanhantes desses. Essa forte presença de intérpretes e compositores brancos foi também decisiva para a aceitação e a valorização do samba pelas elites econômicas e culturais do país. A partir disso, a classe média passou a reconhecer o valor do ritmo inventado pelos negros brasileiros. O Teatro Municipal da capital federal passou a ser palco de elegantes bailes de carnaval frequentados pela elite carioca. Tendo contato com o gênero popular a partir de rodas de samba e choro, o renomado maestro Heitor Villa-Lobos promoveu um encontro musical entre o maestro estadunidense Leopold Stokowski com os sambistas Cartola, Zé da Zilda, Zé Espinguela, Pixinguinha, Donga, João da Baiana e outros, no navio Uruguai, ancorado no píer Mauá em 1940. O resultado das gravações foi editado nos Estados Unidos em vários discos de 78 rpm.
Outro espaço elitizado da sociedade brasileira eram os cassinos, que tiveram seu auge no Brasil durante os anos 1930 e 1940. Além de trabalhar com jogos de azar, essas elegantes casas de diversões ofereciam serviços de restaurante e bar e eram palco de espetáculos – entre os quais o samba também figurava com destaque. Dessa forma, os cassinos firmavam contratos de exclusividade com grandes artistas, como foi o caso de Carmen Miranda como grande estrela do Cassino da Urca. Em acontecimento incomum ao universo dos sambistas do morro, o compositor Cartola e o Conjunto da Mangueira (com Geraldo Pereira e Aluísio Dias nos violões, Dona Neuma no coro, entre outros) apresentaram-se em temporada de um mês no luxuoso Cassino Atlântico, de Copacabana, em 1940.
A consolidação do samba entre as elites brasileiras também foi influenciada pela valorização da ideologia da mestiçagem em voga com a construção do nacionalismo da época. De uma imagem de símbolo do atraso nacional, o mestiço transformou-se em representante das singularidades brasileiras, e o samba, com sua origem mestiça, acabou vinculado à construção da identidade nacional. Tendo atuado decisivamente para o crescimento do rádio no Brasil, o governo Vargas percebeu o samba como um elemento vital para a construção dessa ideia de mestiçagem. Especialmente sob o Estado Novo, cuja política cultural ideológica de reconceituar o popular e enaltecer tudo que fosse considerado expressão autêntica nacional, o samba foi alçado a posição de grande símbolo nacional do país e o ritmo oficial da pátria. No entanto, uma das preocupações do regime varguista era interferir na produção musical a fim de promover o samba como meio de socialização “pedagógica”, isto é, banindo composições que afrontassem a ética do regime. Nessa busca de “civilizar” o samba, entrou em ação órgãos políticos como o Departamento de Imprensa e Propaganda (DIP) para encomendar sambas que exaltassem o trabalho e censurar letras que abordassem a boêmia e a malandragem, dois dos temas mais comuns à tradição do samba urbano carioca. Também foram instituídos concursos musicais através dos quais a opinião pública elegia os seus compositores e intérpretes favoritos.
Sob Vargas, o samba teve um peso expressivo na construção de uma imagem do Brasil no exterior e foi um importante meio de divulgação cultural e turística do país. Em busca de reforçar uma imagem positiva nacional, tornou-se frequente a presença de renomados intérpretes do gênero em comitivas presidenciais a países latino-americanos. No final de 1937, os sambistas Paulo da Portela e Heitor dos Prazeres participaram de uma caravana de artistas brasileiros a Montevidéu que se apresentou na Gran Exposición Feria Internacional del Uruguay. O governo brasileiro também financiou um programa informativo e de música popular chamado "Uma Hora do Brasil", produzido e irradiado pela Rádio El Mundo, de Buenos Aires, que teve ao menos uma irradiação para a Alemanha nazista. Quando o regime de Vargas aproximou-se dos Estados Unidos, o DIP fez um acordo para a transmissão de programas de rádio brasileiro em centenas de emissoras da rede CBS. Sob esse contexto, o samba “Aquarela do Brasil” (de Ary Barroso) foi lançado no mercado dos Estados Unidos, tornando-se o primeiro sucesso musical brasileiro no exterior e uma das obras mais populares do cancioneiro popular nacional. Em meio a política da boa vizinhança, Walt Disney visitou a Portela em sua passagem pelo Brasil em 1941, de onde se aventou a hipótese de que Zé Carioca, personagem criado pelo cartunista para exprimir o jeito brasileiro, teria sido inspirado pela figura do sambista Paulo da Portela.
A ascensão do samba como gênero musical popular no Brasil também contou com a sua divulgação no cinema brasileiro, especialmente nas comédias musicais, sendo parte integrante de trilha sonora, da trama ou mesmo tema principal da obra cinematográfica. A boa aceitação do público com o curta-metragem “A Voz do Carnaval” (de Adhemar Gonzaga) abriu caminho para diversas outras obras cinematográficas relacionadas ao ritmo, muitas das quais contavam com forte presença de intérpretes ídolos do rádio no elenco, como “Alô, Alô, Brasil!”, que teve as irmãs Carmen e Aurora Miranda, Francisco Alves, Mário Reis, Dircinha Batista, o Bando da Lua, Almirante, Lamartine Babo, entre outros. O advento dos populares filmes de chanchada tornou o cinema brasileiro um dos maiores divulgadores de músicas carnavalescas.
Em um dos raros momentos em que sambistas do morro protagonizaram programas de rádio, Paulo da Portela, Heitor dos Prazeres e Cartola comandaram o programa “A Voz do Morro”, na Rádio Cruzeiro do Sul, em 1941. Ali, eles apresentavam sambas inéditos cujos títulos eram dados pelos ouvintes. Contudo, no decorrer da década, o samba dos bambas cariocas foi perdendo espaço no rádio brasileiro para novos subgêneros que se formavam, enquanto figuras como Cartola e Ismael Silva foram caindo no ostracismo até saírem da cena musical no final da década de 1940.

### Novas vertentes comerciais do samba

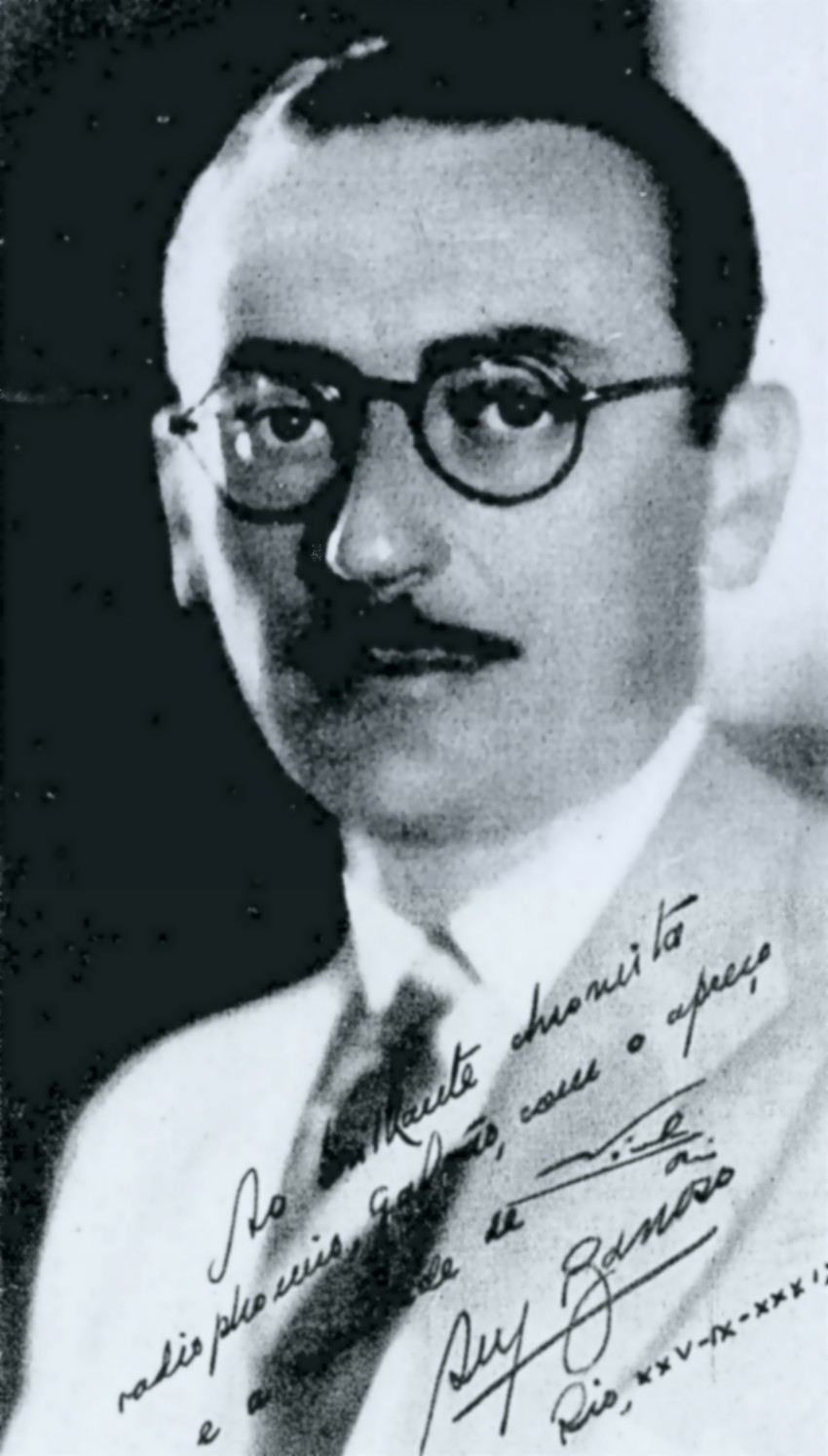
Ary Barroso tornou-se um dos grande compositores do samba na “época de ouro” da música brasileira.

Graças a sua exploração econômica através do rádio e do disco, o samba não apenas se profissionalizou, como também se diversificou em outras vertentes, muitas das quais distintas das matizes originárias dos morros cariocas e estabelecidas por interesses da indústria fonográfica nacional. Período da música do Brasil compreendido entre 1929 e 1945 marcado pela chegada do rádio e da gravação eletromagnética do som ao país e pela notabilização de grandes compositores e intérpretes, – a chamada “época de ouro” registrou diversas tipificações ao samba, algumas com maior e outras com menor solidez.
Publicações dedicadas ao tema difundiram uma abrangente terminologia conceitual, incluindo denominações posteriormente consagradas em novos subgêneros – como o samba-canção, o samba-choro, o samba-enredo, o samba-exaltação, o samba-de-terreiro, o samba de breque –, bem como partituras registradas e etiquetas e capas de discos lançados estamparam variadas nomenclaturas para o samba na tentativa de expressar uma tendência funcional, rítmica ou temática – como samba à moda baiana, samba-batucada, samba-jongo, samba-maxixe –, embora algumas tenham soado bastante inconsistentes – como samba à moda agrião, samba de arrelia, samba do barulho, samba epistolar e samba fonético. Em outros casos, foi a crítica musical que imputou rótulos pejorativos com vistas a desaprovar determinadas alterações estéticas ou tendências de moda – como nos depreciativamente chamados sambalada e sambolero para nuances estilísticas o samba-canção.
Consagrado na era radiofônica como um dos principais subgêneros do samba, o samba-canção nasceu entre os músicos profissionais que tocavam nos teatros de revista do Rio de Janeiro no final da década de 1920 e início da década de 1930. Embora o termo tenha começado a circular na imprensa em 1929 para designar equivocadamente composições amaxixadas “Jura”, de Sinhô, e “Diz que me amas”, de J. Machado, o marco inicial da vertente foi “Linda Flor (Ai, Ioiô)”, melodia de Henrique Vogeler e letra de Luis Peixoto, lançada no teatro de revista e em disco pela cantora Aracy Cortes.
De uma forma geral, o samba-canção ficou marcado como uma variante de andamento mais lento, com uma dominância da linha melódica sobre a marcação rítmica que explora basicamente a temática da subjetividade e do sentimento. Como seus lançamentos ocorriam fora da época carnavalesca, a vertente ficou vinculada aos chamados “samba de meio de ano”. Contudo, durante os anos 1930, o termo samba-canção foi empregado para designar arbitrariamente muitas composições contidas essa denominação de “samba de meio de ano”, mas que não eram ainda sambas-canções propriamente ditos, sejam elas mais tristonhas a mais animadas. De outra parte, muitos sambas à época de seu lançamento seriam posteriormente reconhecidos como samba-canção, como o caso de obras de Noel Rosa e Ary Barroso. Não por acaso, Zuza Homem de Mello e Jairo Severiano consideram que o estilo foi verdadeiramente inaugurado com a segunda versão da canção “No rancho fundo”, com melodia de Ary Barroso e letra de Lamartine Babo.
Basicamente, o Carnaval era reservado para o lançamento de marchinhas e sambas de enredo, variante tipificada dessa forma anos 1930 por causa da letra e da melodia, que devem compreender o resumo poético do tema escolhido pela escola de samba para o seu desfile carnavalesco. Diferente do samba-enredo, o samba de terreiro – ou também samba de quadra – era uma modalidade de samba de andamento curto, com a segunda parte mais comedida que prepara a virada da bateria para um retorno, mais vivo, ao início. Seu formato foi também consolidado na década de 1930.
Também dessa época, o samba-choro – no princípio chamado de choro-canção ou choro cantado – era uma vertente sincopada híbrida de samba com o instrumental choro, mas com andamento médio e presença de letra. Criada pela indústria fonográfica brasileira, foi lançado, ao que tudo indica, com “Amor em excesso”, de Gadé e Valfrido Silva, em 1932. Um dos mais populares sambas dessa variante é “Carinhoso”, de Pixinguinha, lançado como choro em 1917, recebeu letra e acabou relançado duas décadas depois, na voz de Orlando Silva, com grande êxito comercial. Na década seguinte, o cavaquinista Waldir Azevedo popularizaria o chorinho, uma espécie de samba instrumental de andamento rápido.
Difundido durante o Estado Novo, o samba-exaltação foi a uma modalidade marcada pelo caráter de grandiosidade, expresso notadamente pela melodia extensa, pela letra de tema patriótico-ufanista e pelo arranjo orquestral faustoso. O grande paradigma da vertente é “Aquarela do Brasil”, de Ary Barroso. A partir do sucesso da primeira versão gravada por Francisco Alves, em 1939, o samba-exaltação passou a ser bem cultivado por compositores profissionais do teatro musical e dos meios fonográfico e radiofônico. Outro samba dessa modalidade muito conhecido foi “Brasil Pandeiro”, de Assis Valente, grande sucesso com o grupo vocal Anjos do Inferno em 1941.
Na virada para a década de 1940, surgiu o samba de breque, subgênero marcado pelo ritmo acentuadamente sincopado e pelas paradas súbitas chamadas breques (do inglês break, termo abrasileirado para breque, ou freios de automóveis), aos quais o intérprete encaixava comentários falados, geralmente de caráter humorístico, alusivos ao tema. O cantor Moreira da Silva consolidou-se como o grande nome dessa vertente.

### Hegemonia do samba-canção e influências musicais estrangeiras

O sambista Wilson Batista, que também se destacou como compositor de marchinhas de carnaval.

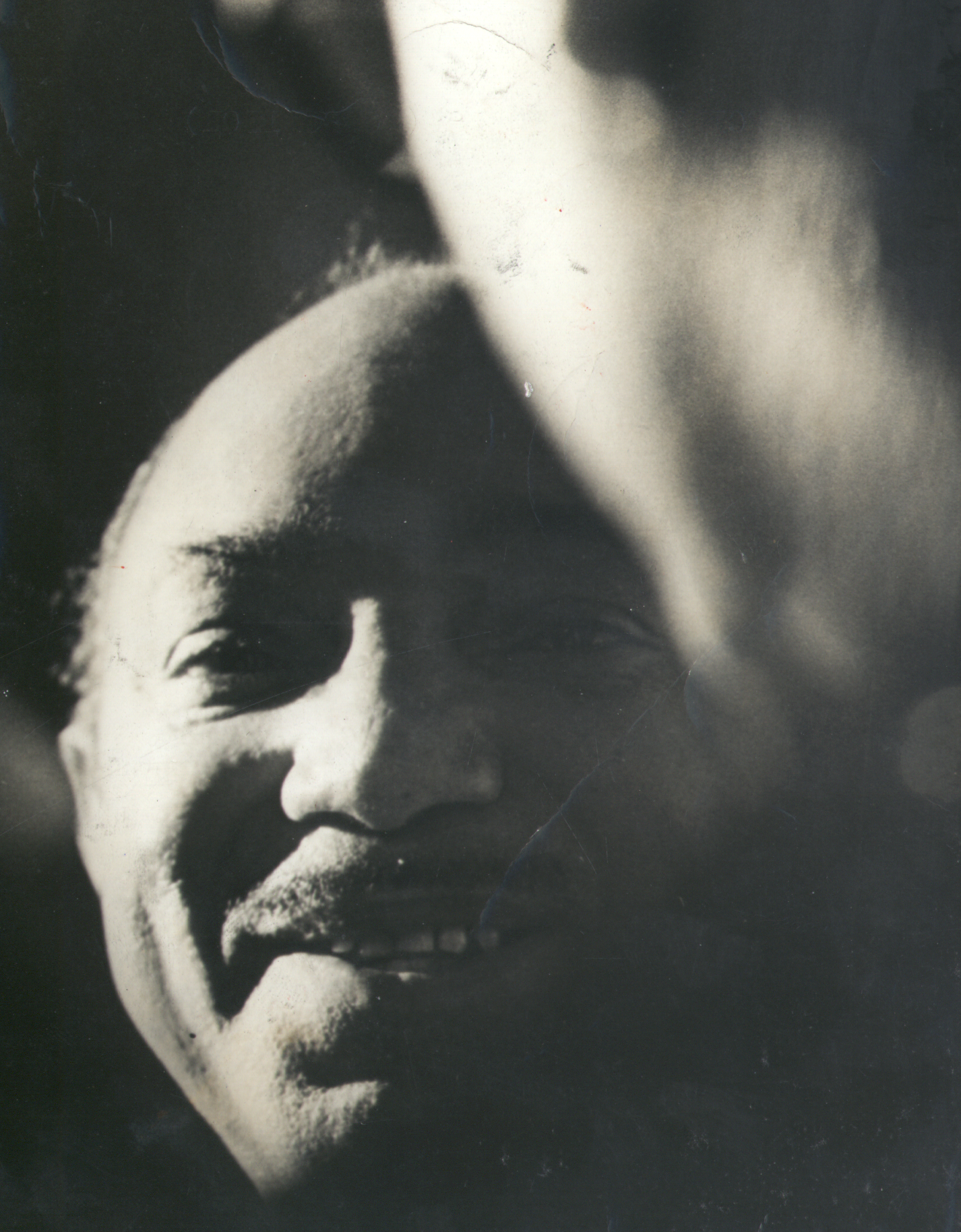
O compositor Lupicínio Rodrigues, autor de alguns dos grandes clássicos da vertente samba-canção.

Com o fim da Segunda Guerra Mundial e o consequente crescimento da produção de bens de consumo, os aparelhos de rádio propagaram-se no mercado brasileiro em diversos modelos e com preços acessíveis às diversas camadas da população brasileira. Dentro desse contexto, a radiodifusão nacional também atravessou um momento de mudança de linguagem e audiência que tornou o rádio um veículo ainda mais popular no Brasil. Em busca de uma comunicação mais fácil com o ouvinte, o padrão de programação ficou mais sensacionalista, melodramático e apelativo. Uma das melhores expressões desse novo formato e da nova audiência popular eram os programas de auditório e os concursos de “reis” e “rainha do rádio”. Embora cumprissem um papel na legitimação do samba como produto cultural e música símbolo nacional e também transformassem a cultura musical popular com a circulação de novos gêneros musicais e performances mais extrovertidas, programas de auditório como os paradigmáticos “Programa César de Alencar” e “Programa Manoel Barcelos” – ambos na Radio Nacional, líder em audiência e principal veículo de comunicação no país – fomentavam o culto da personalidade e da vida privada dos artistas, cujo ápice era o frenesi coletivo gerado em torno dos fã-clubes das estrelas da música popular durante os concursos de reis e rainhas do rádio.
No meio do samba mais ligado às tradições do Estácio e dos morros, a década de 1950 foi marcada pela presença vitalizante de antigos e novos compositores que conduziram a renovação do gênero pelos próximos anos. Essa renovação esteve presente nos sambas de autores mais conhecidos do grande público como Geraldo Pereira e Wilson Batista, de sambistas menos conhecidos mas atuantes em suas comunidades, como Zé Kéti e Nelson Cavaquinho – compositor que estabeleceria uma grande parceria com Guilherme de Brito – e também de novos compositores, como Monsueto. Também se destacavam os sambas de breque de Jorge Veiga e, em São Paulo, os Demônios da Garoa consagravam os sambas de Adoniran Barbosa. Desaparecido por muitos anos, o sambista Cartola fora encontrado lavando carros em Ipanema pelo jornalista Sérgio Porto, que o levou para cantar na Rádio Mayrink Veiga e lhe conseguiu um emprego no Diário Carioca. Como parte dos festejos do Quarto Centenário da cidade de São Paulo, o compositor Almirante organizou o “Festival da Velha Guarda”, que reuniu grandes nomes da música popular brasileira então esquecidos, como Donga, Ismael Silva, João da Baiana e Pixinguinha.
No entanto, o período compreendido entre a segunda metade da década de 1940 e o final da década de 1950 foi profundamente marcado pelo prestígio e domínio do samba-canção no cenário musical do Brasil. Embora em sua época de surgimento não tenha havido tantos lançamentos característicos dessa vertente, muitas alcançaram grande sucesso comercial e, já em meados dos anos 1940, esse subgênero começou a dominar a programação do rádio brasileiro e ser o estilo mais tocado fora da época carnavalesca.
Essa ascensão do samba-canção como vertente musical hegemônica foi também acompanhada sobretudo pela avalanche de gêneros musicais estrangeiros – trazidos ao Brasil sob o contexto político-cultural da Segunda Guerra – que começaram a competir no mercado do país com o próprio samba-canção. O tango e, principalmente, o bolero que ocupavam parte significativa da programação radiofônica se proliferavam por clubes e salões de dança do Rio de Janeiro e de São Paulo. A música dos Estados Unidos também passou a ocupar grande parte das programações das emissoras de rádio brasileiras. Com as big bands em evidência, algumas rádios faziam grande divulgação do jazz, gênero que adquiria cada vez mais apreço entre alguns músicos cariocas, mormente aqueles que trabalhavam nas boates. Em ritmo de samba-canção, muitos boleros, foxes e canções francesas também faziam parte do repertório dos pianistas das boates.
Sob o influxo da forte penetração desses gêneros importados, o próprio samba-canção do pós-guerra acabou influenciado por esses ritmos. Em certos casos, a mudança ocorreu por meio de um tratamento musical baseado nos timbres do cool jazz e performances vocais mais contidas, e estruturas melódico-harmônicas mais complexas, distintas, portanto, da sensualidade rítmico-corpórea do samba tradicional. Em outros casos, foi com a forte passionalidade exercida pelo bolero e por baladas comerciais estrangeiras. Ambas as influências desagradavam os críticos mais tradicionalistas: no primeiro, acusavam o samba-canção de ter se “jazzificado”, especialmente pelos sofisticados arranjos de orquestra; no segundo, o andamento ainda mais lento e romântico da vertente levou a rótulos pejorativos como “sambolero” ou “sambalada”.
De fato, os acompanhamentos orquestrais do samba-canção nesse tempo ficaram marcados por arranjos contendo sopros e cordas que substituíam os tradicionais regionais e possibilitavam uma dramatização nos arranjos em conformidade com o tema das canções e a expressividade dos intérpretes. Se para alguns críticos esses atributos orquestrais e melódico-harmônicos do samba-canção moderno dos anos 1950 eram oriundos da cultura norte-americana do pós-guerra, para outros essa influência era muito mais latino-americanos do que norte-americanos. Outra marca estética da vertente no período era a performance vocal dos intérpretes desta música, ora mais inclinados à potência e expressividade líricas, ora mais apoiados sobre um canto entoativo e próximo da dinâmica coloquial.
Com uma nova geração de intérpretes surgida no pós-guerra, o cenário musical brasileiro foi tomado pelos sambas-canções de “fossa” e “dor de cotovelo” na década de 1950. A vertente estava dividida entre uma geração mais tradicional e outra mais moderna. Se no primeiro grupo estavam compositores como Lupicínio Rodrigues e Herivelto Martins e intérpretes como Nelson Gonçalves, Dalva de Oliveira, Angela Maria, Jamelão, Cauby Peixoto e Elizeth Cardoso, o segundo grupo tinha como principais expoentes Dick Farney, Lúcio Alves, Tito Madi, Nora Ney, Dolores Duran, Maysa e Sylvia Telles, dentre outros. O samba-canção moderno também fez parte de uma fase da carreira de Dorival Caymmi e do início da obra musical de Tom Jobim, um dos grandes nomes da nova vertente do samba que marcaria estilisticamente o gênero e a própria música brasileira nos próximos anos.

### Bossa nova, a nova revolução no samba

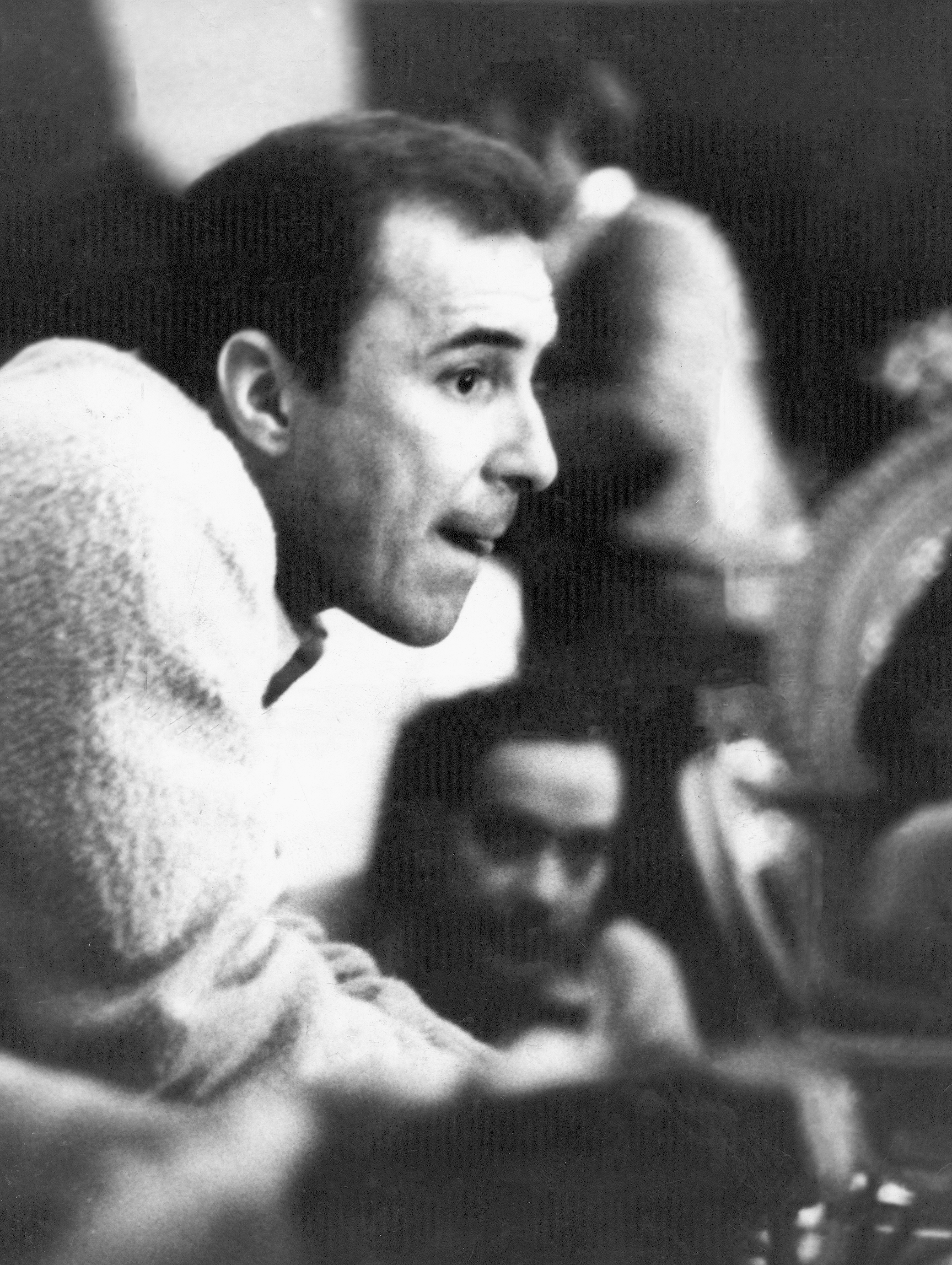
O compositor João Gilberto, considerado o “pai” da bossa nova.

O compositor Tom Jobim, autor de sambas clássicos da bossa nova.

O período compreendido entre a posse de Juscelino Kubitschek, em 1956, até a crise política no governo João Goulart que culminou no Golpe de Estado no Brasil em 1964, foi marcado por grande efervescência da cena musical brasileira, em especial no Rio de Janeiro. Embora tenha perdido a condição de capital do país após a inauguração de Brasília, a cidade manteve sua posição de grande polo cultural do país e do samba urbano, cujas transformações no ambiente do rádio, da indústria fonográfica, das casas noturnas e entre os círculos da juventude de classe média universitária resultaram na bossa nova – termo pelo qual ficou conhecido um novo estilo de acompanhamento rítmico e interpretação do samba difundido a partir da zona sul do Rio de Janeiro.
Em um momento em que o apelo ao tradicional ganhava um novo impulso, a bossa nova marcaria toda a estrutura de criação e audição apoiada nos gêneros estabelecidos, tendo em vista que buscava uma renovação dentro da tradição do samba. Inicialmente chamado de “samba moderno” pela crítica musical nacional, essa nova vertente foi inaugurada oficialmente com a composição “Chega de Saudade”, de Tom Jobim e Vinicius de Moraes, lançada em 1958 em duas versões: uma interpretada por Elizeth Cardoso e outra com o cantor e violonista João Gilberto. Baiano radicado no Rio, João Gilberto mudou radicalmente a forma de interpretar o samba até então, modificando as harmonias com a introdução de acordes de violão não convencionais e revolucionando a síncope clássica do gênero com uma divisão rítmica única. Essas experiências formais gilbertianas foram consolidadas no LP Chega de Saudade, lançado em 1959, e desencadearam o surgimento de um movimento artístico em torno de João Gilberto com artistas profissionais como Tom Jobim, Vinicius de Moraes, Baden Powell, Alaíde Costa, Sylvia Telles, entre outros, que atraiu jovens músicos amadores da zona sul carioca – quase todos oriundos da classe média e com formação universitária – como Carlos Lyra, Roberto Menescal, Ronaldo Boscoli.
Consolidada nos anos seguintes como um tipo de samba de concerto, não dançante, e comparável ao cool jazz estadunidense, a bossa nova tornou-se uma vertente sambística de grande reputação no cenário nacional e, com seu ritmo, mais assimilável pelo estrangeiro do que o do samba tradicional, se tornou conhecida mundialmente. Depois de ser lançada no mercado estadunidense em uma série de concertos em Nova Iorque no final de 1962, foram editados discos brasileiros de bossa nova em diversos países, gravaram-se outros, e compuseram-se novas canções, inclusive com artistas estrangeiros. Várias dessas obras – com o samba “Garota de Ipanema”, de Vinicius de Moraes e Tom Jobim, à frente – converteram-se em grandes sucessos internacionais. Contudo, em meio à turbulência que marcava o cenário político brasileiro da época, o movimento sofreu uma dissidência, que resultou na chamada “corrente nacionalista”. Com a pretensão de realizar uma obra mais engajada e em sintonia com o contexto social do período, os bossa-novistas nacionalistas formaram-se em torno de Nara Leão, Carlos Lyra, Sergio Ricardo, Edu Lobo, e da parceria entre Vinicius de Moraes e Baden Powell, estes dois últimos firmando uma fértil parceria que resultou no LP “Os Afro-sambas”, de boa repercussão internacional.
Além da bossa, emergiram outras vertentes de samba nesse período entre o final dos anos 1950 e começo da década de 1960. Com a ascensão das boates como os grandes espaços de diversão noturna no Rio, difundiram-se espetáculos como shows de variedades com a participação de ritmistas e passistas do samba e apresentações musicais para dançar, principalmente executadas por conjuntos instrumentais com teclado, guitarra, contrabaixo acústico, bateria e percussão, e interpretados por crooners. Moda na década de 1960, esse formato de “samba para dançar” resultou em estilos como o sambalanço – um tipo de samba bem animado e dançante, do qual se destacaram músicos como Ed Lincoln e intérpretes como Silvio Cesar, Pedrinho Rodrigues, Orlandivo, Miltinho e Elza Soares. Nesse mesmo ambiente, também surgiu o samba-jazz, vertente consolidada com o sucesso da bossa nova que aproximou o samba com o jazz bebop, tendo inicialmente como base a trinca instrumental piano-baixo-bateria e posteriormente formações mais amplas.
Também sob esse novo contexto musical, o compositor Jorge Ben despontou com seu peculiar e híbrido jeito de tocar samba, mesclando elementos da bossa nova e do blues e do rock’n’roll estadunidenses e que levaria, inclusive, sambas como “Mas que nada” e “Chove Chuva”, lançados por Sergio Mendes e o conjunto Brazil 66, às paradas de sucesso dos Estados Unidos. E, no final da década de 1960, surgiu o samba-funk, capitaneado pelo pianista Dom Salvador e o seu Grupo Abolição, que mesclava os compassos binário do samba e o quaternário do funk estadunidense recém-chegado ao mercado musical brasileiro.
O período também ficou marcado pela grande profusão de danças performáticas em par de samba. Foram os casos do samba de gafieira, estilo de dança desenvolvida nos bailes de clubes suburbanos cariocas frequentados por pessoas de baixo poder aquisitivo ao longo dos anos 1940 e 1950 e que se tornou modismo também entre pessoas de classe média alta nos anos 1960, e o samba rock, estilo de dança nascido nos bailes da periferia paulistana na década de 1960, misturando passos vindos do samba, do rock e de ritmos caribenhos como a rumba e a salsa. Nascidos em meados dos anos 1960, os “bailes blacks” e viveram seu auge notadamente no Rio e em São Paulo na década de 1970, época de grande profusão da cultura musical negra oriunda dos Estados Unidos, em torno da qual se divulgavam tais bailes. Uma vez que mobilizavam milhares de jovens pobres e negros, isso também gerou um novo debate sobre a influência estrangeira na música brasileira e também do próprio samba.

### O samba como “música de resistência”

Cartola viu sua carreira musical ressurgir nas décadas de 1960 e 1970.

Clementina de Jesus gravou seu primeiro LP somente aos 65 anos.

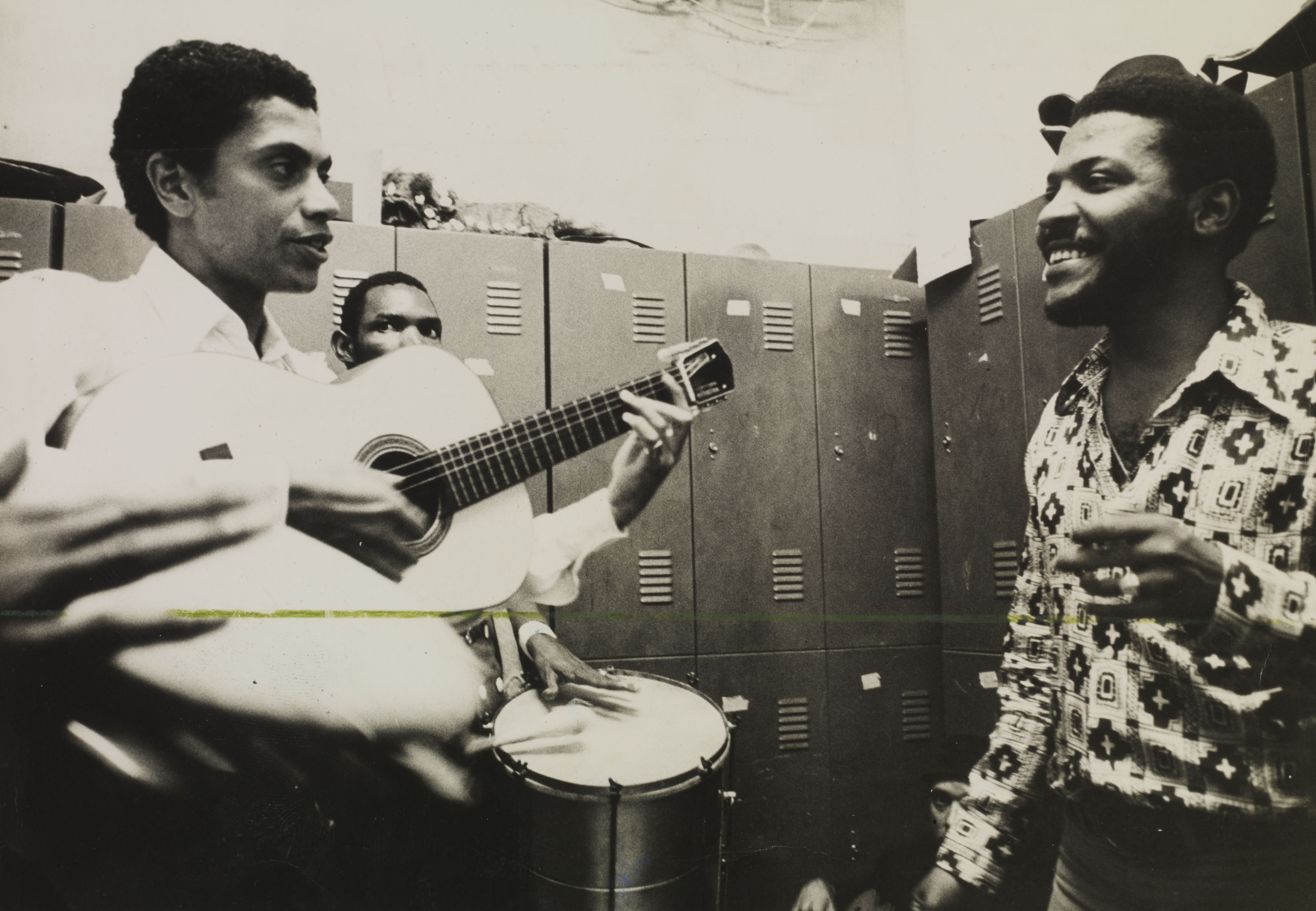
Paulinho da Viola e Martinho da Vila iniciaram suas trajetórias musicais na década de 1960.

Em 1962, era tornado público a “Carta do samba”, documento redigido pelo escritor Édison Carneiro que expressava a necessidade de preservar características tradicionais do samba, como a síncopa, sem, no entanto, “lhe negar ou tirar espontaneidade e perspectivas de progresso”. Esse manuscrito veio ao encontro de uma série de circunstâncias que fizeram com que o samba urbano tradicional fosse não apenas revalorizado em diversos círculos culturais brasileiros, como também passasse a ser considerado por esses como uma espécie "música de resistência" contra-hegemonia musical no rádio carioca da época. Em uma década marcada no mercado fonográfico brasileiro pelo domínio do rock internacional e da sua variante brasileira, a Jovem Guarda, esse samba teria começado a ser visto como expressão da maior autenticidade e pureza do gênero, o que levou a criação de termos como “samba autêntico”, “samba de morro”, “samba de raiz” ou ainda “samba de verdade”.
Uma das maiores expressões desse “samba de resistência” na primeira metade da década de 1960 foi o Zicartola, um bar aberto em um sobrado da Rua da Carioca no ano de 1963. Iniciativa do sambista Cartola e de sua companheira Dona Zica, o Zicartola transformou-se em pouco tempo em um famoso ponto de encontro de sambistas da velha guarda, o que atraiu a frequência de muitos estudantes e intelectuais da esquerda carioca, e se tornou célebre por suas noitadas de samba que, além de revelar novos talentos, como Paulinho da Viola, reavivaram as carreiras de antigos compositores então no ostracismo do mercado fonográfico. Em fevereiro de 1964, ano do golpe militar, era lançado Nara, álbum de estreia de Nara Leão, que incluía sambas de compositores do samba tradicional como Cartola, Elton Medeiros, Nelson Cavaquinho e Zê Kéti, além de sambas da corrente mais nacionalista da bossa nova. E no final desse ano, a cantora bossa-novista reuniu-se com Zé Kéti e João do Vale para o espetáculo musical Show Opinião, que se tornou uma referência como manifestação artística em protesto ao regime autoritário instaurado.
No ano seguinte, o compositor Hermínio Bello de Carvalho produziu o show Rosa de Ouro, espetáculo musical que lançava para o grande público a sexagenária Clementina de Jesus. Era o nascimento da carreira artística profissional de uma das vozes mais expressivas da história do samba, marcada por um repertório voltado às matrizes africanas do universo do samba, como jongos, curimbas, lundus e sambas da tradição rural. O conjunto de acompanhamento à Clementina nesse espetáculo foi composto por Paulinho da Viola, Elton Medeiros, Anescarzinho do Salgueiro, Jair do Cavaquinho e Nelson Sargento. Conhecidos à época como “conjuntos regionais”, essas formações à base de violão, cavaquinho e pandeiro, e ocasionalmente algum instrumento de sopro, foram revalorizadas e ficaram associadas a ideia de um samba mais autêntico e genuíno. A partir daí, a ideia de formar grupos vocais-instrumentais de samba para apresentações profissionais amadureceu e, com o sucesso obtido por conjuntos como A Voz do Morro e Os Cinco Crioulos, impulsionou a criação de outros grupos compostos apenas por sambistas com relação direta ou indireta com as escolas de samba nos anos seguintes, como os grupos Os Originais do Samba, Nosso Samba, Brasil Ritmo 67, Os Batuqueiros, Exporta-samba, entre outros. Outros dois espetáculos significativos desse momento de revalorização estética do samba urbano carioca tradicional foram “Telecoteco opus N°1”, com Cyro Monteiro e Dilermando Pinheiro, que ficou cartaz no Teatro Opinião, e “O samba pede passagem”, que reuniu os veteranos Ismael Silva e Aracy de Almeida com os jovens Baden Powell, Sidney Miller e MPB4, entre outros.
Nesse contexto da efervescência dos movimentos de resistência do samba, surgiu o programa “Adelzon Alves, o amigo da madrugada”. Apresentado pelo radialista Adelzon Alves na Rádio Globo do Rio de Janeiro, o programa dedicava um repertório exclusivamente dedicado ao gênero – em um cenário no qual o rádio ante a supremacia da televisão como grande meio de comunicação do Brasil havia se convertido em um divulgador de músicas gravadas em disco. Frente a hegemonia do rock estrangeiro e da Jovem Guarda especialmente por influência das gravadoras nas emissoras comerciais do país, o programa de Adelzon Alves tornou-se o principal porta-voz do samba e dos sambistas cariocas no meio radiofusor e grande propagador de termos, que repercutem até hoje, referentes ao legado do universo do “samba do morro” como música nacional “de resistência” e “de raiz”.
Além da força da Jovem Guarda, movimento catapultado pelo programa homônimo exibido pela TV Record, a música brasileira vivenciava o surgimento de uma nova geração de artistas pós-bossa-novistas que, consagrados no âmbito da era dos “festivais da canção”, se tornou o embrião da chamada MPB. Um desses nomes mais notáveis foi o compositor Chico Buarque de Hollanda, autor de sambas como “Apesar de você”, que se tornaram clássicos do gênero. Na contramão das disputas ideológicas entre o violão brasileiro e as guitarras da música internacionalizada que marcaram esses festivais, o sambista iniciante Martinho da Vila inscreveu “Menina moça”, um partido-alto estilizado, no terceiro Festival de Música Popular Brasileira em 1967. Embora eliminado precocemente dessa competição, a canção projetou o nome de Martinho na cena musical da época, cujos êxitos seguintes abriram caminho para a afirmação no mercado fonográfico desse tipo de samba marcado por refrão forte e, normalmente, três partes soladas.
Como a orientação estética voltada à música jovem da época, esses “festivais da canção” praticamente ignoraram o velho samba, o que gerou críticas de sambistas como Elton Medeiros, que reivindicava a inclusão da “verdadeira música brasileira” nessas competições musicais. Na contracorrente dessa tendência, ocorreu a primeira Bienal do Samba em 1968, ano também marcado pelo lançamento do primeiro disco solo de Paulinho da Viola e também de um outro álbum desse compositor em dupla com Elton Medeiros. No início da década seguinte, Paulinho consolidava seu prestígio com sucesso comercial do samba “Foi um rio que passou na minha vida” e também como produtor do primeiro registro fonográfico do conjunto da Velha Guarda da Portela.

### O samba na expansão da indústria fonográfica

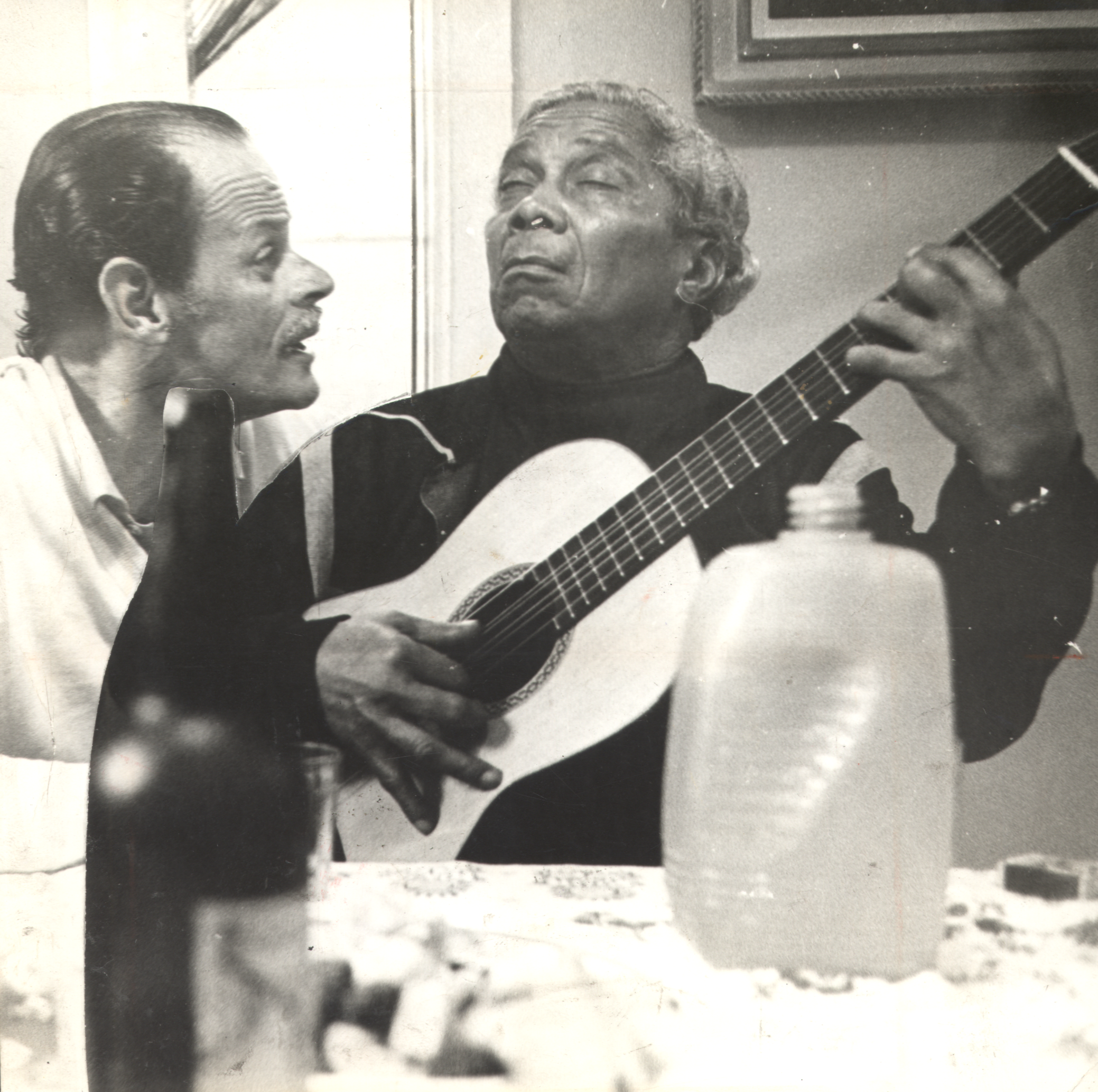
Guilherme de Brito e Nelson Cavaquinho firmaram uma das grandes parcerias do samba.

Clara Nunes, primeira cantora brasileira a vender mais de 100 mil cópias de um LP.

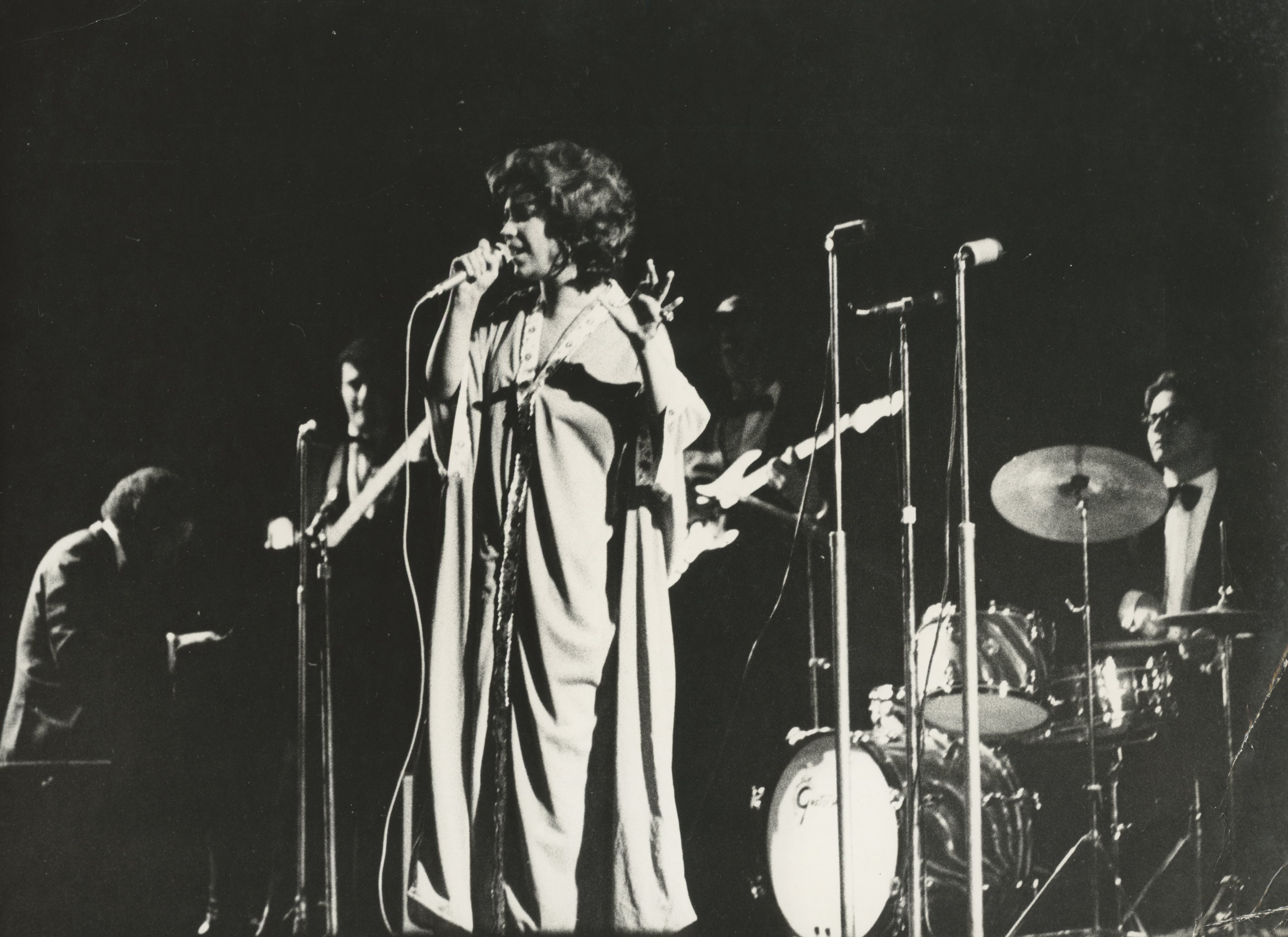
Beth Carvalho, intérprete que deu visibilidade aos “pagodes de fundo de quintal” dos subúrbios cariocas.

Entre 1968 e 1979, o Brasil passou por um grande crescimento da produção e do consumo de bens culturais. Neste período, houve uma forte expansão da indústria fonográfica no país, que se consolidava como um dos maiores mercados mundiais. Dentre os principais fatores para a expansão do mercado brasileiro, estavam: a consolidação da produção de MPB estimulado por artistas como Elis Regina, Chico Buarque, Caetano Veloso, Gilberto Gil, Gal Costa, Maria Bethania, e também do segmento das canções românticas, puxado pelo campeão de vendagens Roberto Carlos; o estabelecimento do LP como formato dominante, onde era possível inserir várias composições em um mesmo disco, e também tornava o artista mais importante do que suas canções individualmente; a significativa participação da música estrangeira no mercado, com o predomínio de música jovem nas paradas de sucesso e o crescimento do repertório internacional nas trilhas de telenovelas, principalmente da TV Globo.
Outro aspecto importante no setor fonográfico do período foi o tecnológico, com uma modernização dos estúdios de gravação no Brasil que se aproximava dos padrões técnicos internacionais, e ainda a consolidação de gravadoras estrangeiras no país, como a EMI (que compraria a brasileira Odeon) e a WEA. Esse verdadeiro ingresso do Brasil no âmbito da indústria cultural global também afetou profundamente o universo do samba, que se tornou um dos fenômenos de massas do mercado musical nacional dessa década representado pela aparição, na lista de discos mais vendidos no período, de LPs de Martinho da Vila, Originais do Samba, Agepê, Beth Carvalho, Clara Nunes, Alcione, Jair Rodrigues e Benito de Paula, entre outros, e de sambas de enredo das escolas cariocas do Grupo I.
No reduto do samba tradicional, foram lançados os primeiros LPs dos veteranos compositores Donga, Cartola e Nelson Cavaquinho. Outros dois compositores já consagrados nesse ambiente, Candeia e Dona Ivone Lara também estrearam com trabalhos solo no mercado fonográfico. O mesmo ocorreu em São Paulo com os lançamentos dos primeiros álbuns de estúdio de Adoniran Barbosa e Paulo Vanzolini. Revelados na década anterior, os sambistas Paulinho da Viola e Martinho da Vila consolidaram-se como dois dos grandes nomes de sucesso do mundo do samba nos anos 1970, que também viu o surgimento dos cantores Roberto Ribeiro e João Nogueira. Entre as intérpretes da nova geração, despontaram os nomes de Clara Nunes, Beth Carvalho e Alcione como as grandes cantoras de samba no mercado fonográfico brasileiro, cujas boas vendagens de discos – marcados pela valorização de músicas dos compositores das escolas de samba cariocas – contribuíram sobremodo para a popularidade do samba. A esse “ABC do samba” também se somaram Leci Brandão, que já ostentava a condição de membro da ala de compositores da Mangueira, e Cristina Buarque, com um trabalho de resgate a sambas e sambistas das escolas de samba. Dos novos compositores, destacaram-se Paulo Cesar Pinheiro, Nei Lopes, Wilson Moreira, além da dupla Aldir Blanc e João Bosco.
Sob esse mesmo contexto da expansão do samba no mercado fonográfico brasileiro da década de 1970, a indústria fonográfica investiu em uma linha menos tradicional e mais romântica de samba, cuja estrutura rítmica simplificada deixava a percussão – o principal traço do samba – um pouco de lado. Rejeitado como brega tanto por parte de músicos mais conceituados do país quanto por parte da crítica, essa fórmula ficou estigmatizada sob o rótulo depreciativo de “sambão-joia”. A despeito disso, esse samba mais romântico transformou-se em um grande sucesso comercial no repertório de cantores como Luiz Ayrão, Luiz Américo, Gilson de Souza, Benito Di Paula e Agepê, bem como da dupla Antonio Carlos e Jocafi, autores do mundialmente famoso samba “Você abusou”.
Outra aposta da indústria fonográfica da época foi em discos de partido-alto, tradicional forma do samba muito cantada nos terreiros (posteriormente quadras) das escolas de samba cariocas e nos habituais “pagodes” – confraternizações festivas, regadas a música, comida e bebida – desde as primeiras décadas do século XX. De remotas raízes africanas, a vertente é caracterizada por uma batida de pandeiro altamente percussiva (com uso da palma da mão no centro do instrumento para estalos), uma harmonia em tom maior (geralmente tocado por um conjunto de instrumentos de percussão normalmente surdo, pandeiro e tamborim e acompanhado por um cavaquinho e/ou por um violão) e pela arte de cantar e criar versos de improviso, quase sempre em caráter de desafio ou disputa.
Essa essência baseada na improvisação foi levada aos estúdios das gravadoras brasileiras, onde o partido-alto converteu-se em um estilo dotado de mais musicalidade e feito com versos mais concisos e solos escritos, em vez da cantoria improvisada e espontânea conforme os cânones tradicionais. Esse partido-alto estilizado foi lançado em vários LPs coletivos, lançados no decorrer da década de 1970, cujos títulos traziam embutido o próprio nome do subgênero, como “Bambas do partido alto”, “A fina flor do partido alto” e “Isto que é partido alto”, que incluíram sambistas como Anézio, Aniceto, Candeia, Casquinha, Joãozinho da Pecadora, Luiz Grande e Wilson Moreira, embora nem todos fossem versados na arte do improviso. Outro artista que se destacou como partideiro foi Bezerra da Silva, intérprete que se notabilizaria na década seguinte com sambas análogos ao partido-alto e tematizados no mundo e no submundo das favelas cariocas.
A década de 1970 foi também um momento de grandes transformações nas escolas de samba cariocas. Acompanhando de perto essas mudanças, a indústria fonográfica começou a investir na produção anual de LPs dos sambas de enredo apresentados nos desfile carnavalescos. Nos primeiros anos, era comum o lançamento de até dois discos o primeiro contendo os sambas de enredo dos desfiles e o segundo com sambas alusivos a história de cada escola. A partir de 1974, o lançamento anual passou a se concentrar em um único LP para cada a primeira e segunda divisão.
Ainda nesse período, começava a se difundir como moda rodas de samba pelo Rio de Janeiro e por outras cidades brasileiras. Originalmente restritas a quintais de residências de sambistas e aos terreiros/quadras das escolas de samba, essas reuniões informais ganharam um novo sentido em clubes esportivos e recreativos, teatros de arena, churrascarias, entre outros, com a promoção de rodas com palco e microfones e a participação de sambistas ligados às escolas. Enquanto isso, novas rodas musicais eram formadas informalmente nos subúrbios cariocas, cujo resultado levaria ao gérmen, no final da década de 1970, de uma nova e bem-sucedida vertente do samba urbano nos anos 1980.

### Pagode, a nova renovação do samba

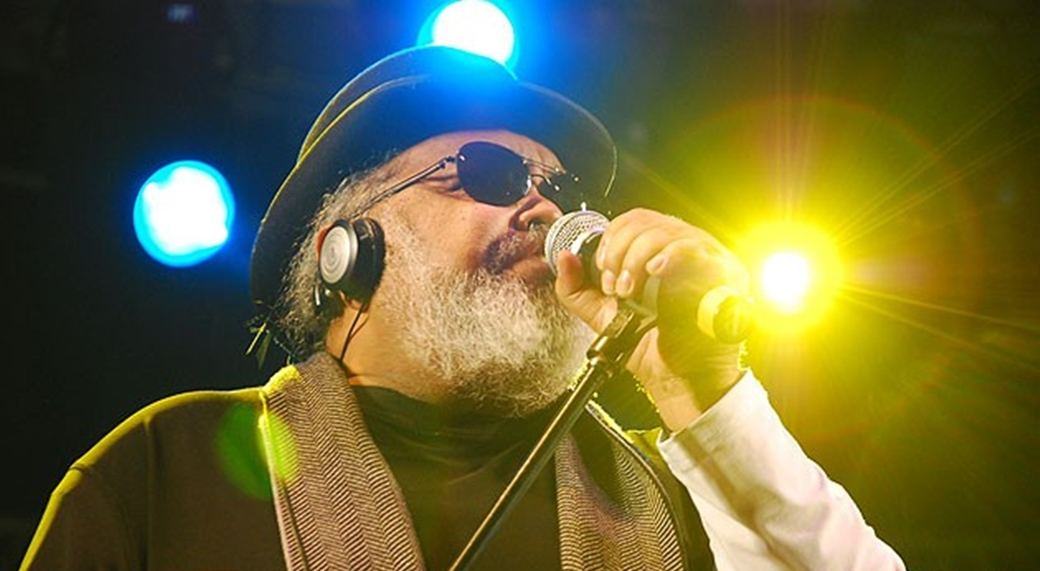
O sambista Jorge Aragão, que integrou a primeira formação do grupo carioca Fundo de Quintal.

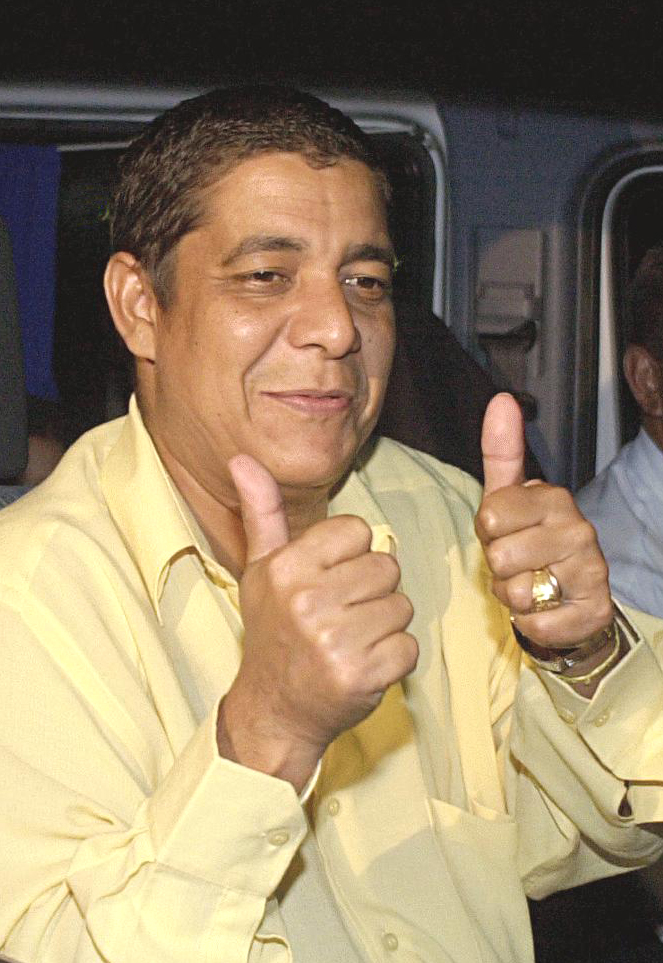
O sambista Zeca Pagodinho, um dos principais intérpretes do pagode.

Designado originariamente no universo do samba carioca para os encontros musicais de sambistas e, logo, também se ampliando aos sambas neles cantados, o termo pagode popularizou-se com a ressignificação das rodas de samba no Rio de Janeiro, a partir da década de 1970, com os “pagodes de mesa”, onde os sambistas reuniam-se ao redor de uma grande mesa, situada frequentemente em um “fundo de quintal” residencial, em oposição às rodas de samba em voga feitas em clubes e afins. Alguns dos mais afamados pagodes da cidade eram o pagode do Clube do Samba (feito na residência de João Nogueira no Méier), do Terreirão da Tia Doca (com os ensaios da Velha Guarda da Portela em Oswaldo Cruz), do Pagode do Arlindinho (organizado por Arlindo Cruz em Cascadura) e, principalmente, do bloco carnavalesco Cacique de Ramos, na zona suburbana da Leopoldina.
Na década de 1980, os pagodes viraram uma febre em todo o Rio de Janeiro. E, muito além que simples locais de divertimento, tornavam-se centros irradiadores de uma nova linguagem musical que se expressou com um novo estilo interpretativo e totalmente renovado de samba fincado à tradição do partido-alto. Dentre as inovações desse novo samba e marcado pelo requinte nas melodias e por inovações na harmonia e na percussão com o acompanhamento de instrumentos como o tantã (em lugar do surdo), o repique e o banjo de quatro cordas com afinação de cavaquinho.
A estreia do samba desses pagodes do Cacique de Ramos nos estúdios de gravação ocorreu em 1980 com o Fundo de Quintal, conjunto musical apadrinhado por Beth Carvalho. Já em seus primeiros trabalhos, o Fundo de Quintal deu visibilidade não somente a esse novo samba, como também a compositores como Almir Guineto, Arlindo Cruz, Sombrinha, Jorge Aragão – todos eles integrantes do grupo – e Luiz Carlos da Vila – este ligado ao pagodes do Cacique de Ramos. Ao caminho aberto pelo Fundo de Quintal, foi lançado em 1985 o disco coletivo “Raça Brasileira”, que revelou ao grande público intérpretes como Jovelina Pérola Negra e Zeca Pagodinho. Priorizando especialmente sambas da vertente partido-alto, esse LP, assim como os trabalhos desde 1979 de Beth Carvalho, de Almir Guineto e do grupo Fundo de Quintal, formataram o novo estilo que acabou denominado pelo mercado musical como pagode.
A novidade do pagode no cenário musical do Brasil ocorreu em um momento de grande reorganização da indústria fonográfica no país, cujos investimentos na primeira metade da década tinham sido concentrado sobretudo no rock brasileiro e na música infantil. Embora alguns artistas do samba tivessem tido algum sucesso comercial no período, como Bezerra da Silva, Almir Guineto e Agepê – que, em 1984, se tornou o primeiro intérprete de samba a superar a marca de 1 milhão de cópias vendidas em um único LP –, o momento não era promissor para o samba no âmbito comercial. Intérpretes bem populares como Beth Carvalho, Clara Nunes, João Nogueira e Roberto Ribeiro puxaram a queda nas vendas de discos do gênero. Desgostoso pelo pouco reconhecimento e interesse na divulgação de sua obra, Paulinho da Viola deixou a gravadora Warner em 1984 e só voltou a ter um álbum lançado no final daquela década.
Com o êxito do LP “Raça Brasileira”, o fenômeno pagode viveu um período de ascensão comercial no mercado fonográfico do Brasil. Os principais artistas da vertente alcançaram o topo das paradas de sucesso e se tornaram conhecidos nacionalmente graças a exposição na grande mídia e dos investimentos crescentes das gravadoras estimulados pelas grandes vendagens a partir de 1986, puxados tanto pelos LPs dos já estabelecidos Almir Guineto e Fundo de Quintal – o grande paradigma do subgênero – quanto pelos trabalhos de estreia de Zeca Pagodinho, Marquinhos Satã e Jovelina Pérola Negra. Embora tenha havido um certo arrefecimento do interesse das gravadoras e dos meios de comunicação ainda no decorrer da segunda metade dos anos 1980, o pagode firmou-se como um importante subgênero do samba.
Na década de 1990, surgiu uma nova geração de artistas que compartilhavam, até certo ponto, algumas características afins, como a incorporação de elementos musicais tradicionalmente incomuns ao universo do samba, e um repertório dedicado em boa parte a letras românticas. Inicialmente tido pelo mercado fonográfico e pelos meios de comunicação como uma continuidade do pagode da década anterior, essa nova onda foi caracterizada, posteriormente, sob o rótulo de “pagode romântico” – ou também “pagode paulista”, devido ao grande número de artistas dessa cena que despontaram, principalmente, de São Paulo, embora tenha havido também nomes oriundos de Minas Gerais e do Rio de Janeiro.
Essa distinção foi estabelecida justamente porque o samba interpretado por esses novos artistas e grupos musicais – ainda que mantivesse algumas semelhanças com o padrão consagrado pelo Fundo de Quintal – não tinha como maior referencial musical os sambistas da década anterior nem guardava aspectos tradicionais e informais de matrizes do samba urbano. Por exemplo, as produções de estúdio de boa parte desses grupos, como o Raça Negra, abria mão do uso de instrumentos comuns ao pagode dos anos 1980 – como o repique de mão, o tantã e o banjo – em troca de instrumentação característica da música pop internacional daquele período, sobretudo o saxofone e o teclado eletrônico. O emprego destes instrumentos da música pop foi menos ou mais comum a cada grupo, mas sua finalidade era a mesma, ou seja, o uso de samplers e teclados reproduzir o som de diversos instrumentos. A despeito dessas diluições, o “pagode romântico” conquistou grande êxito comercial no mercado fonográfico e espaço nos meios de comunicação de massa, colocando em evidência conjuntos como Art Popular, Negritude Jr, Exaltasamba, Katinguelê, Raça Negra, Só Pra Contrariar, Soweto, entre outros.

### O samba no século XXI

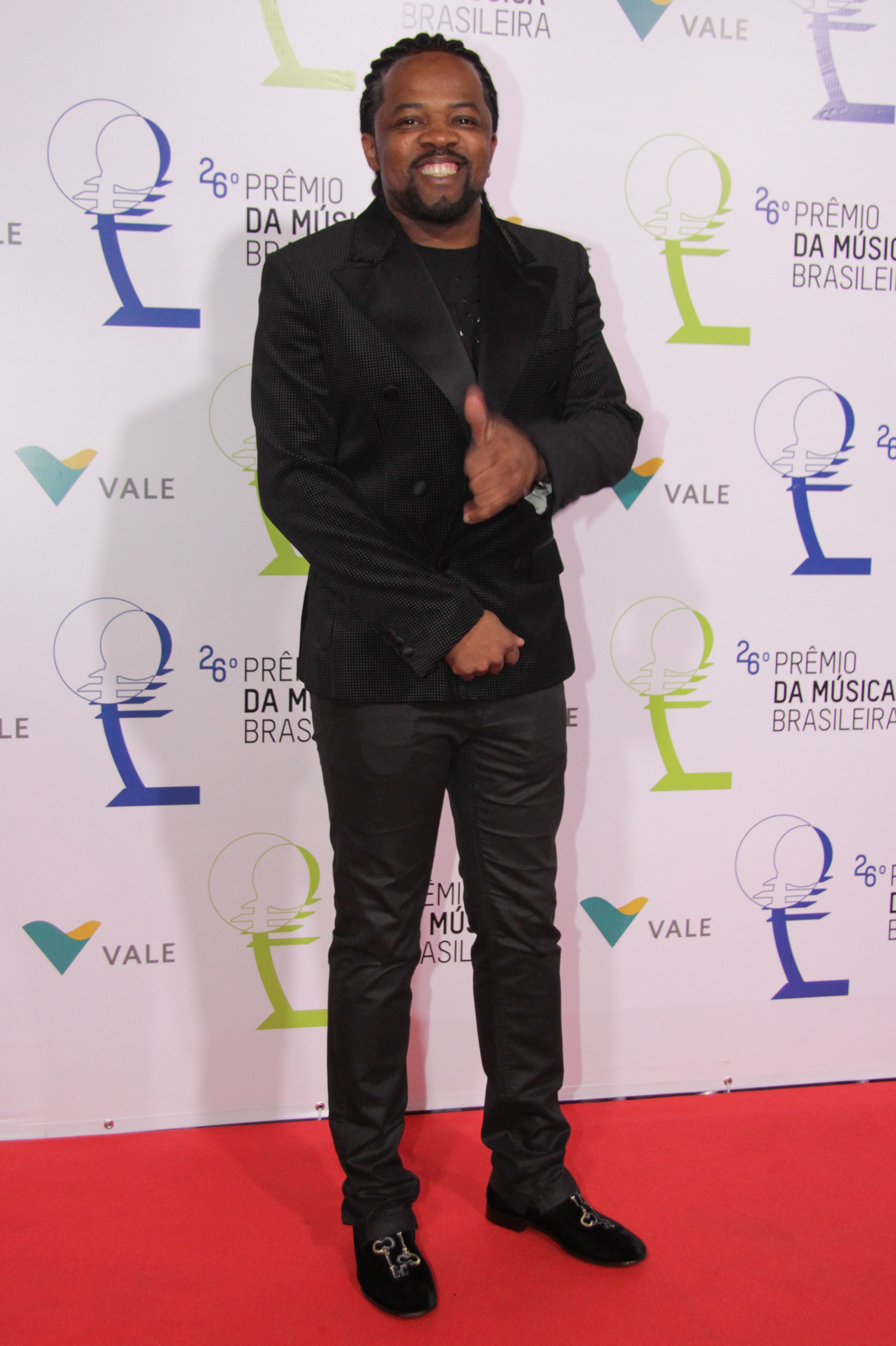
Xande de Pilares, sambista que despontou no Grupo Revelação.

Durante a segunda metade da década de 1990, o aumento da venda ilegal de fitas cassetes e, principalmente, compact discs provocou uma profunda crise na indústria fonográfica no Brasil, que se agravou, a partir da década de 2000, com a possibilidade do download digital, muitas vezes gratuito, de obras musicais via internet.
Nesse contexto, houve uma queda vertiginosa na comercialização de discos oficiais de samba e suas vertentes, especialmente o pagode. Grupos de grande êxito comercial na década de 1990, como Raça Negra e Só Pra Contrariar, viram suas vendagens caírem substancialmente na virada para os anos 2000. Em adição, em um espaço de poucas décadas, as execuções de samba nos meios de difusão diminuíram, sendo que o gênero é quase sempre representado pela vertente pagode nas listagens. Dos 100 artistas mais ouvidos nas rádios brasileiras entre 2010 e 2019 da Crowley Official Broadcast Chart, apenas 11 eram do samba - e todos do pagode. Em um outro levantamento, feito em conjunto entre a Kantar Ibope e a Crowley Broadcast Analysis, o pagode correspondia apenas 9% da audiência de rádio no Brasil em 2019, bem distante da dominante música sertaneja, cuja fatia representava cerca um terço da audiência radiofônica no país.
Ainda assim, as primeiras duas décadas do século XXI confirmaram o pagode como referência hegemônica de samba como projeção comercial. No primeiro decênio desse século, surgiram novos artistas que se destacaram comercialmente, como os grupos Revelação, Sorriso Maroto e Turma do Pagode, e de alguns intérpretes que deixaram seus conjuntos originais para se lançar em carreira solo, como Péricles (ex-Exaltasamba), Belo (ex-Soweto) e Alexandre Pires (ex-Só Pra Contrariar). Na década seguinte, foi a vez de despontarem Xande de Pilares e Thiaguinho, ex-vocalistas do Revelação e Exaltasamba respectivamente, e dos cantores Mumuzinho, Ferrugem e Dilsinho. Uma característica comum a todos estes artistas foi a quantidade significativa de lançamentos de álbuns ao vivo com registros de shows. Isso ganhou ainda maior força com o desenvolvimento do streaming, plataforma para música digital que se popularizou na década de 2010.
Fora do âmbito hegemônico comercial do subgênero pagode, o final da década de 1990 foi também um período de grande visibilidade e notoriedade do samba mais tradicional na cidade do Rio de Janeiro. Uma nova geração de músicos emergiu em rodas de samba que se espalharam por vários bairros da cidade, em especial na Lapa, região central da cidade que passou a concentrar diversos bares e restaurantes com música ao vivo. Por ter se identificado com o bairro boêmio, esse movimento ficou conhecido informalmente como “samba da Lapa”. Com um repertório composto por clássicos do gênero e sem concessões a vertentes mais modernas, esse novo circuito promoveu o encontro entre músicos iniciantes e veteranos de diversas gerações de sambistas, todas identificadas com os elementos tradicionais que compõem o samba urbano carioca. Dentre alguns artistas que atuavam no âmbito de rodas de samba desse bairro, estavam Teresa Cristina e o grupo Semente, Nilze Carvalho e o Sururu na Roda, Luciane Menezes e o Dobrando a Esquina, Eduardo Gallotti e os Anjos da Lua, entre outros, além de veteranos como Áurea Martins. E, mais tarde, surgiram Edu Krieger e Moyseis Marques. Outras novos artistas ligados às tradições do samba, mas sem vínculos diretos com o movimento da Lapa carioca, que surgiram foram Dudu Nobre e Diogo Nogueira, além de Fabiana Cozza em São Paulo.

## Reconhecimento institucional do samba
No Brasil, comemora-se o "dia nacional do samba" em 2 de dezembro. Oficialmente, a data foi criada em 1962 durante o I Congresso Nacional do Samba (exatamente o dia da assinatura do documento final intitulado "Carta do Samba") e oficializada, dois anos depois, a partir de lei estadual no estado da Guanabara. Posteriormente, a efeméride ganhou reconhecimento nacional.
Em 2007, o Iphan declarou o samba urbano carioca e suas matrizes samba de terreiro, partido-alto e samba-enredo do samba carioca como patrimônio cultural imaterial brasileiro.

Em 2023, a lei federal nº 14.567 reconheceu as escolas de samba como manifestação da cultura nacional.

## Instrumentos do samba urbano
Com ritmo basicamente 2/4 e andamento variado, o samba urbano é tocado basicamente por instrumentos de percussão e acompanhado por instrumentos de corda. Em determinadas vertentes, foram acrescentados outros instrumentos de sopro.
Principais instrumentos de percussão do samba urbano carioca
- Pandeiro
- surdo
- Tamborim
- Cuíca
- Ganzá

### Instrumentos básicos
- Tamborim (percussão)
- surdo (percussão)
- Pandeiro (percussão)
- Ganzá (percussão)
- Cuíca (percussão)
- Cavaquinho (acompanhamento)
- Violão (acompanhamento)

### Em vertentes
- Agogô
- Atabaque
- Bandolim
- Banjo
- Chocalho
- Repique
- Tantã
- Trompete